# Rugby en España 1979
En la temporada 1978-1979 se produjo una restructuración total de los campeonatos. La 1ª División que hasta el momento era un grupo único de 10 clubes, pasaba a estar conformada por 4 grupos zonales de 8 clubes cada uno, es decir 32 equipos. La 2ª División aumenta igualmente de 32 equipos en 4 grupos a 56 equipos en 7 grupos. Sin embargo en 2ª solo hubo 46 equipos, ya que el Grupo VI no se pudo formar a tiempo, y en el Grupo V solo había 6 equipos. No se habían programado fases finales por lo que en 1ª división la Federación declaró oficialmente 4 campeones de liga en 1979. En 2ª no se declaró campeón ninguno, simplemente se jugaron algunas promociones de ascenso. Este engrosamiento de las ligas nacionales repercutió negativamente en las regionales, de hecho los grupos de 2ª división eran en realidad ligas regionales con status de liga nacional. Solo pervivieron la regional madrileña (16 equipos en 2 divisiones), la catalana (8 equipos), la guipuzcoana (6 equipos), la vizcaína (7 equipos) y la valenciana (5 equipos)

En la Constitución española de 1978 se hacían oficiales el catalán, vasco, gallego, etc. Por ello algunos clubes de esas regiones empezaron a cambiar sus nombres oficiales a esas lenguas, y otros clubes recuperaban sus nombres de antes de la guerra. Así en 1978 el Club de Fútbol Barcelona volvió a su nombre original de Futbol Club Barcelona y a él le siguieron otros clubes. En el País Vasco los clubes empezaron a usar las palabras vascas Taldea (grupo, equipo, club) y Elkartea (Asociación) en sus nombres y utilizar los topónimos vascos (Getxo, Gernika, Ordizia...). Por ejemplo, el Motobic-Parte Vieja que carecía de un campo,  para poder continuar con su actividad deportiva tuvo que integrarse en las filas de la Sociedad Deportiva Anoeta. Este club gestionaba las instalaciones de esta zona de San Sebastián y dependía de la Delegación de la Juventud del Gobierno franquista, asimismo, el presidente del Anoeta pertenecía al Movimiento Nacional. En 1978 se acaba esta relación y el equipo de rugby cambia su denominación a Zaharrean Rugby Taldea de Alde Zaharra (Parte Vieja de la ciudad de San Sebastián).
CUADRO DE HONOR
| TORNEO                               | CAMPEÓN                      | SUBCAMPEÓN                  |
| ------------------------------------ | ---------------------------- | --------------------------- |
| XII Campeonato Nacional de Liga 1ªD  |                              |                             |
| Grupo Norte                          | Club Atlético San Sebastián  | Hernani Club de Rugby       |
| Grupo Centro                         | CAU Madrid Rugby Club        | Colegio Mayor Cisneros      |
| Grupo Levante                        | Rugby Club Cornellà          | Unión Deportiva Samboyana   |
| Grupo Sur                            | CAR-Sevilla                  | CD Universitario Granada    |
| XLVI Copa de S.M. El Rey             | Colegio Mayor Cisneros       | Valencia Rugby Club         |
| VIII Campeonato Nacional de Liga 2ªD | No se declara Campeón        | No se declara Campeón       |
| XXIII Copa de F.E.R.                 | Club Deportivo Acantos       | Veterinaria Zaragoza        |
| XVI Campeonato España Juvenil        | Filosofía y Letras           | Club Deportivo Arquitectura |
| VI Campeonato España Cadete          | Club Deportivo Arquitectura  | Seminario de Tarazona       |
| Campeonato España Sel. Senior        | Selección de Guipúzcoa       | Selección de Madrid         |
| Campeonato España Sel. Juvenil       | Selección de Madrid          | Selección de Guipúzcoa      |
| Campeonato España Sel. Cadete        | Selección de Cataluña        | Selección de Valladolid     |
| Liga Cataluña 2ªD. Nac. G-I          | Unión Deportiva Samboyana    | G.E.i.E.G.-Gerona           |
| Liga Catalana 1ªD Regional           | V.P.C. Rugby Andorra         | Unión Deportiva Samboyana   |
| Liga de Madrid 2ªD.Nac. G-III        | Club Deportivo Acantos       | Olímpico Rugby Club         |
| Liga de Madrid 1ªD Regional          | Canoe Natación Club          | CEU-San Pablo               |
| Liga Castellana 2ªD.Nac. G-VII       | Colegio Lourdes              | El Salvador                 |
| Liga Vasca 2ªD.Nac. G-II             | Hernani Club de Rugby        | Ingenieros Rugby Club       |
| Liga Guipúzcoa                       | Ordizia Rugby Elkartea       | Club Atlético San Sebastián |
| Liga Vizcaya                         | Getxo Rugby Taldea           | Gaztedi Rugby Taldea        |
| Liga Levante 2ªD.Nac. G-IV           | Veterinaria Zaragoza         | Tatami Rugby Club           |
| Liga Andaluza 2ªD.Nac. G-V           | C.R. Atlético Portuense      | Club Universitario Córdoba  |
| Copa FIRA 1ª División                | Selección de rugby de España | 6ª posición                 |
| VIII Juegos Mediterráneos Split-1979 | Selección de rugby de España | 5ª posición                 |

## Competiciones Nacionales

### Reestructuración de la liga
La zona Norte abarcaba las federaciones de Asturias, Cantabria, Vizcaya, Guipúzcoa, la nueva de Álava y las futuribles federaciones de Galicia y Navarra. Para la 2ª división se separaban en dos grupos: el II para las federaciones Vascas y el VI para el resto.

El Atlético San Sebastián era el único equipo de 1ª división, por lo que para rellenar el grupo se ascendió a los 6 primeros equipos del grupo norte de 2ª división de 1978 y aun quedaba un puesto libre que fue disputado entre el Getxo y el Ingenieros de Bilbao. Ganando los primeros por 15-3 y convirtiéndose en equipo de 1ª, ascendido directamente de regional.

El grupo vasco de 2ª división se formó con los descendidos, Medicina y Gernika que no perdieron la categoría a los que se sumaron tres equipos de la regional guipuzcoana y otros tres de la vizcaína, entre ellos los alaveses del Agurain RT.

El grupo VI tendría que acoger a los clubes de Asturias y Cantabria, pero no fueron suficientes equipos para poder comenzar la liga y solo se pudo hacer posteriormente una liga interprovincial de 5 equipos, sin ser considerada de 2ª.  
| 1ªD Grupo Norte | 1ªD Grupo Norte          | 2ªD Grupo II | 2ªD Grupo II                 | 2ªD Grupo VI | 2ªD Grupo VI               |
| --------------- | ------------------------ | ------------ | ---------------------------- | ------------ | -------------------------- |
| 1ª              | Atlético San Sebastián   | 2ª↓          | Medicina Rugby Club          | Rg           | CAU-Oviedo                 |
| 2ª              | Hernani Rugby Club       | 2º↓          | Gernika Rugby Taldea         | Rg           | Fundación Revillagigedo    |
| 2ª              | Club de Rugby Irún       | Rg↑          | Ingenieros Rugby Club        | Rg           | Cantabria Rugby Club       |
| 2ª              | Zaharrean Rugby Taldea   | Rg           | Ordizia Rugby Elkartea       | Rg           | Independiente Rugby Club B |
| 2ª              | Real Sporting de Gijón   | Rg           | Basauri Rugby Taldea         | Rg           | Económicas Club de Rugby   |
| 2ª              | Bilbao Rugby Club        | Rg           | Juventud Deportiva Mondragón |              |                            |
| 2ª              | Independiente Rugby Club | Rg           | Agurain Rugby Taldea         |              |                            |
| Rg↑             | Getxo Rugby Taldea       | Rg           | Hernani Rugby Club B         |              |                            |

En la zona Centro había 5 equipos de 1ª división, incluido el CDU-Valladolid que había descendido en 1978 pero se le permitió permanecer en 1ª división. Los tres puestos vacantes se ocuparon con los tres primeros puestos de la 2ª división del año anterior: Karmen, Teca y San José. Se configuraba un grupo de 1ª división con 6 equipos de Madrid y 2 de Valladolid.

El grupo III de 2ª división era exclusivo de Madrid, con los 5 equipos de 2ª de 1978, incluidos los que habían descendido y permanecieron (Olímpico y Liceo), a los que se añadieron los dos de regional que habían ganado el ascenso: Acantos y Pilar y también Industriales que había sido tercero en la liga madrileña de 1978.

El grupo VII se formó con todos los equipos de regional castellanos, incluido Aparejadores Burgos que el año anterior había militado en la liga de Cantabria.
| 1ªD Grupo Centro | 1ªD Grupo Centro            | 2ªD Grupo III | 2ªD Grupo III                 | 2ªD Grupo VII | 2ªD Grupo VII           |
| ---------------- | --------------------------- | ------------- | ----------------------------- | ------------- | ----------------------- |
| 1ª               | Club Deportivo Arquitectura | 2ª            | CAU Madrid Rugby Club B       | Rg            | Aparejadores Burgos     |
| 1ª               | CAU Madrid Rugby Club       | 2ª            | Club Deportivo Arquitectura B | Rg            | El Salvador             |
| 1ª               | Colegio Mayor Cisneros      | 2ª            | Colegio Mayor Cisneros B      | Rg            | Colegio Lourdes         |
| 1ª               | Canoe Natación Club         | 2ª↓           | Olímpico Rugby Club           | Rg            | Sargento Pepper's       |
| 1ª↓              | CDU-Valladolid              | 2ª↓           | Liceo Francés                 | Rg            | León Rugby Club         |
| 2ª↑              | Juventud Karmen             | Rg↑           | Club Deportivo Acantos        | Rg            | Veterinaria León        |
| 2ª               | Teca Rugby Club             | Rg↑           | Santa Mª del Pilar            | Rg            | Agrícolas León          |
| 2ª               | Colegio San José            | Rg            | Ingenieros Industriales       | Rg            | Club Deportivo Bejarano |

En Levante había 4 equipos de primera, tres catalanes y un valenciano. A ellos se sumaron los 4 primeros de 2ª, todos ellos catalanes por lo que la 1ª división tenía 7 equipos de Cataluña y el Valencia.

Para el grupo I de 2ª división solo quedaba el Bonanova, y el resto fueron ascendidos desde la regional catalana. Para el grupo IV quedaban Veterinaria, Tatami y CAU-Valencia por lo que se necesitaban 5 equipos de regional, 4 de ellos subieron de la regional valenciana y el 5º fue el Aragón RC de la liga aragonesa.
| 1ªD Grupo Levante | 1ªD Grupo Levante          | 2ªD Grupo I | 2ªD Grupo I                 | 2ªD Grupo IV | 2ªD Grupo IV         |
| ----------------- | -------------------------- | ----------- | --------------------------- | ------------ | -------------------- |
| 1ª                | Rugby Club Cornellá        | 2ª↓         | Bonanova Rugby Club         | 2ª           | Veterinaria Zaragoza |
| 1ª                | Valencia Rugby Club        | Rg↑         | Unión Deportiva Samboyana B | 2ª           | Tatami Rugby Club    |
| 1ª                | Unión Deportiva Samboyana  | Rg↑         | G.E. i E.G Gerona           | 2ª↓          | CAU-Valencia         |
| 1ª                | Club Natación Barcelona    | Rg          | Real Club Deportivo Español | Rg           | Aragón Rugby Club    |
| 2ª                | Club Natación Pueblo Nuevo | Rg          | Universitario de Barcelona  | Rg           | C.P. Les Abelles     |
| 2ª                | Futbol Club Barcelona      | Rg          | XV Catalán                  | Rg           | Rugby Club San Roque |
| 2ª                | Barcelona Unión Club (BUC) | Rg          | Casino Badalona             | Rg           | XÈ-15 Valencia       |
| 2ª                | Club Natación Montjuich    | Rg          | Club Natación Barcelona B   | Rg           | Tavernes Rugby Club  |

Para la zona Sur la reestructuración fue simplemente un cambio de nombre. La 2ª división se convirtió en 1ª y la regional se convirtió en 2ª.
| 1ªD Grupo Sur | 1ªD Grupo Sur                      | 2ªD Grupo V | 2ªD Grupo V                   |
| ------------- | ---------------------------------- | ----------- | ----------------------------- |
| 2ª            | Club Amigos del Rugby              | 2ª↓         | Medicina Sevilla Rugby Club   |
| 2ª            | Sevilla Club de Fútbol             | 2º↓         | Club Universitario de Córdoba |
| 2ª            | Club Ciencias de Sevilla           | Rg          | Atlético Portuense CR         |
| 2ª            | Arquitectos Técnicos Club de Rugby | Rg          | CEyE Sevilla                  |
| 2ª            | Club Universitario de Granada      | Rg          | Medicina Granada              |
| 2ª            | Club de Rugby Divina Pastora       | Rg          | Arquitécnicos CR B            |
| Rg↑           | C.M.U. Isabel La Católica          |             |                               |
| Rg↑           | CD Arquitectura de Sevilla         |             |                               |

### XIIº Campeonato Nacional de Liga 1ª División
Con la separación en cuatro grupos la liga perdió algo de interés, exceptuando tal vez en el grupo centro. El campeón de 1978 no se enfrentará a ningún rival de los años anteriores, tampoco parecía muy interesante el grupo del sur y el grupo de levante tendría tal vez el atractivo de la rivalidad Samboyana y Cornellá, con permiso del Valencia. Este sistema de liga no convenció a casi nadie y para el año siguiente la FER se comprometió a organizar una liguilla final que diera como resultado un solo campeón de liga.

#### Grupo Norte
El campeón de 1978 tendría fácil revalidar su título, al menos en el papel, ya que era el único equipo que había militado ya en la 1ª división y al resto de contendientes les faltaba experiencia para poder doblegar a los donostiarras. En la primera vuelta se constató esta premonición, el Atlético ganó todos sus partidos, marcó 220 puntos y solo encajó 27. Detrás de ellos se ordenaban el resto de equipos guipuzcoanos, con el Irún a la cabeza, seguidos del Hernani y el Zaharrean en la 4ª posición. El Independiente había conseguido cosechar 3 victorias que lo alejaban del grupo de colistas, Gijón, Getxo y Bilbao con una victoria cada uno. Estos último deberían mejorar mucho en la segunda vuelta, habían perdido algunos partidos con resultados muy abultados.

En la 8.ª jornada, antes de Navidad, el Irún lograba sacar un empate al Atlético y le daba lejanas esperanzas de poder disputarle la liga. Pero en la jornada 11.ª los iruneses caían contra sus eternos rivales de Hernani, que le arrebataban la segunda plaza y permitían que el Atlético se destacara en el liderato.

En la penúltima jornada, el Hernani vendió cara su derrota frente al Atlético, por 6-11. Pero fue involuntariamente el Zaharrean el que con su victoria en Irún le daba matemáticamente el título a sus  rivales de ciudad. El Hernani consiguió el subcampeonato ya que Irún volvió a perder en la última jornada, esta vez contra el descendido Getxo. La nota triste de la jornada fue para el Sporting, que no solo perdió por un abultado 96-0 con el Atlético, sino que esta derrota significó también su descenso

| Resultados 1ª División NORTE          | Resultados 1ª División NORTE | Resultados 1ª División NORTE | Resultados 1ª División NORTE |
| Ciudad                                | Local                        | Resultado                    | Visitante                    |
| ------------------------------------- | ---------------------------- | ---------------------------- | ---------------------------- |
| 1ª Jornada (24 de septiembre de 1978) |                              |                              |                              |
| Bilbao                                | Bilbao Rugby Club            | 0-76                         | Hernani Rugby Club           |
| Santander (España)                    | Independiente Rugby Club     | 10-9                         | Real Sporting de Gijón       |
| San Sebastián                         | Club Atlético San Sebastián  | 17-4                         | Rugby Club Irún              |
| San Sebastián                         | Zaharrean Rugby Taldea       | 14-0                         | Getxo Rugby Taldea           |
| 2ª Jornada (1 de octubre de 1978)     |                              |                              |                              |
| Hernani                               | Hernani Rugby Club           | 14-6                         | Zaharrean Rugby Taldea       |
| Gijón                                 | Real Sporting de Gijón       | 11-4                         | Bilbao Rugby Club            |
| Irún                                  | Rugby Club Irún              | 22-4                         | Independiente Rugby Club     |
| Bilbao                                | Getxo Rugby Taldea           | 4-18                         | Club Atlético San Sebastián  |
| 3ª Jornada (8 de octubre de 1978)     |                              |                              |                              |
| Hernani                               | Hernani Rugby Club           | 22-15                        | Real Sporting de Gijón       |
| Bilbao                                | Bilbao Rugby Club            | 4-50                         | Rugby Club Irún              |
| Santander (España)                    | Independiente Rugby Club     | 13-0                         | Getxo Rugby Taldea           |
| San Sebastián                         | Zaharrean Rugby Taldea       | 13-24                        | Club Atlético San Sebastián  |
| 4ª Jornada (15 de octubre de 1978)    |                              |                              |                              |
| Gijón                                 | Real Sporting de Gijón       | 7-19                         | Zaharrean Rugby Taldea       |
| Irún                                  | Rugby Club Irún              | 9-3                          | Hernani Rugby Club           |
| Bilbao                                | Getxo Rugby Taldea           | 0-16                         | Bilbao Rugby Club            |
| Santander (España)                    | Independiente Rugby Club     | 0-38                         | Club Atlético San Sebastián  |
| 5ª Jornada (1 de noviembre de 1978)   |                              |                              |                              |
| Gijón                                 | Real Sporting de Gijón       | 12-22                        | Rugby Club Irún              |
| Hernani                               | Hernani Rugby Club           | 24-6                         | Getxo Rugby Taldea           |
| Bilbao                                | Bilbao Rugby Club            | 3-60                         | Club Atlético San Sebastián  |
| Hernani                               | Zaharrean Rugby Taldea       | 14-10                        | Independiente Rugby Club     |
| 6ª Jornada (7 de noviembre de 1978)   |                              |                              |                              |
| San Sebastián                         | Zaharrean Rugby Taldea       | 7-15                         | Rugby Club Irún              |
| Bilbao                                | Getxo Rugby Taldea           | 10-6                         | Real Sporting de Gijón       |
| San Sebastián                         | Club Atlético San Sebastián  | 18-3                         | Hernani Rugby Club           |
| Santander (España)                    | Independiente Rugby Club     | 18-4                         | Bilbao Rugby Club            |
| 7ª Jornada (12 de noviembre de 1978)  |                              |                              |                              |
| Irún                                  | Rugby Club Irún              | 44-7                         | Getxo Rugby Taldea           |
| Gijón                                 | Real Sporting de Gijón       | 0-29                         | Club Atlético San Sebastián  |
| Hernani                               | Hernani Rugby Club           | 22-4                         | Independiente Rugby Club     |
| Bilbao                                | Bilbao Rugby Club            | 7-16                         | Zaharrean Rugby Taldea       |
| 8ª Jornada (10 de didiembre de 1978)  |                              |                              |                              |
| Hernani                               | Hernani Rugby Club           | 35-3                         | Bilbao Rugby Club            |
| Gijón                                 | Real Sporting de Gijón       | 13-6                         | Independiente Rugby Club     |
| San Sebastián                         | Rugby Club Irún              | 10-10                        | Club Atlético San Sebastián  |
| San Sebastián                         | Getxo Rugby Taldea           | 6-16                         | Zaharrean Rugby Taldea       |
| 9ª Jornada (7 de enero de 1979)       |                              |                              |                              |
| San Sebastián                         | Zaharrean Rugby Taldea       | 3-16                         | Hernani Rugby Club           |
| Bilbao                                | Bilbao Rugby Club            | 11-0                         | Real Sporting de Gijón       |
| Santander (España)                    | Independiente Rugby Club     | 6-48                         | Rugby Club Irún              |
| San Sebastián                         | Club Atlético San Sebastián  | 36-3                         | Getxo Rugby Taldea           |
| 10ª Jornada (14 de enero de 1979)     |                              |                              |                              |
| [Gijón]]                              | Real Sporting de Gijón       | 0-27                         | Hernani Rugby Club           |
| Bilbao                                | Rugby Club Irún              | 34-12                        | Bilbao Rugby Club            |
| Bilbao                                | Getxo Rugby Taldea           | 30-0                         | Independiente Rugby Club     |
| San Sebastián                         | Club Atlético San Sebastián  | 50-0                         | Zaharrean Rugby Taldea       |
| 11ª Jornada (22 de enero de 1979)     |                              |                              |                              |
| San Sebastián                         | Zaharrean Rugby Taldea       | 24-9                         | Real Sporting de Gijón       |
| Hernani                               | Hernani Rugby Club           | 18-7                         | Rugby Club Irún              |
| Bilbao                                | Bilbao Rugby Club            | 26-6                         | Getxo Rugby Taldea           |
| San Sebastián                         | Club Atlético San Sebastián  | 50-0                         | Independiente Rugby Club     |
| 12ª Jornada (4 de febrero de 1979)    |                              |                              |                              |
| Irún                                  | Rugby Club Irún              | 18-0                         | Real Sporting de Gijón       |
| Bilbao                                | Getxo Rugby Taldea           | 0-18                         | Hernani Rugby Club           |
| San Sebastián                         | Club Atlético San Sebastián  | 49-0                         | Bilbao Rugby Club            |
| Santander (España)                    | Independiente Rugby Club     | 11-0                         | Zaharrean Rugby Taldea       |
| 13ª Jornada (11 de febrero de 1979)   |                              |                              |                              |
| Irún                                  | Rugby Club Irún              | 7-12                         | Zaharrean Rugby Taldea       |
| Gijón                                 | Real Sporting de Gijón       | 4-0                          | Getxo Rugby Taldea           |
| Hernani                               | Hernani Rugby Club           | 6-11                         | Club Atlético San Sebastián  |
| Bilbao                                | Bilbao Rugby Club            | 31-0                         | Independiente Rugby Club     |
| 14ª Jornada (12 de noviembre de 1978) |                              |                              |                              |
| Bilbao                                | Getxo Rugby Taldea           | 10-8                         | Rugby Club Irún              |
| San Sebastián                         | Club Atlético San Sebastián  | 96-0                         | Real Sporting de Gijón       |
| Santander (España)                    | Independiente Rugby Club     | 7-27                         | Hernani Rugby Club           |
| San Sebastián                         | Zaharrean Rugby Taldea       | 3-6                          | Bilbao Rugby Club            |

| Local \ Visitante        | ASS   | BRC   | GTX  | HER  | IND   | IRU   | RSG   | ZAH  |
| ------------------------ | ----- | ----- | ---- | ---- | ----- | ----- | ----- | ---- |
| Club ATLÉTICO SS         | —     | 49–0  | 38–3 | 18–3 | 50–0  | 17–4  | 96–0  | 50–0 |
| BILBAO R.C.              | 3–60  | —     | 26–6 | 0–76 | 31–0  | 4–50  | 11–0  | 7–16 |
| GETXO R.T.               | 4–36  | 0–16  | —    | 0–18 | 30–0  | 10–28 | 10–6  | 6–16 |
| HERNANI R.C.             | 6–11  | 35–3  | 29–6 | —    | 22–4  | 18–7  | 22–15 | 14–6 |
| INDEPENDIENTE Rugby Club | 0–38  | 18–4  | 13–0 | 7–27 | —     | 6–48  | 10–9  | 11–0 |
| R.C. IRÚN                | 10–10 | 34–12 | 44–7 | 9–3  | 22–4  | —     | 18–0  | 7–12 |
| R. Sp. de GIJÓN          | 0–29  | 11–4  | 4–0  | 0–27 | 13–6  | 12–22 | —     | 7–19 |
| ZAHARREAN R.T.           | 13–24 | 3–6   | 14–0 | 3–16 | 14–10 | 7–15  | 24–9  | —    |

|     |                             |     |    |   |    |     |     |     |  |  |  |  |  |  |  |  |  |  |
| Pos | Equipo                      | Jug | V  | E | D  | PF  | PC  | Pts |  |  |  |  |  |  |  |  |  |  |
| 1º  | Club Atlético San Sebastián | 14  | 13 | 1 | 0  | 515 | 46  | 41  |  |  |  |  |  |  |  |  |  |  |
| 2º  | Hernani Rugby Club          | 14  | 11 | 0 | 3  | 307 | 89  | 36  |  |  |  |  |  |  |  |  |  |  |
| 3º  | Rugby Club Irún             | 14  | 10 | 1 | 3  | 312 | 57  | 35  |  |  |  |  |  |  |  |  |  |  |
| 4º  | Zaharrean Rugby Taldea      | 14  | 7  | 0 | 7  | 142 | 182 | 28  |  |  |  |  |  |  |  |  |  |  |
| 5º  | Bilbao Rugby Club           | 14  | 5  | 0 | 9  | 147 | 342 | 24  |  |  |  |  |  |  |  |  |  |  |
| 6º  | Independiente Rugby Club    | 14  | 4  | 0 | 10 | 127 | 275 | 22  |  |  |  |  |  |  |  |  |  |  |
| 7º  | Real Sporting de Gijón      | 14  | 3  | 0 | 11 | 85  | 298 | 20  |  |  |  |  |  |  |  |  |  |  |
| 8º  | Getxo Rugby Taldea          | 14  | 2  | 0 | 12 | 76  | 310 | 18  |  |  |  |  |  |  |  |  |  |  |

#### Grupo Centro
Arquitectura y CAU se presentaban como los favoritos en una liga que se presumía muy igualada. El Cisneros aunque perdió en la primera jornada con los arquitectos, fue ganando todos los partidos siguientes, incluido al CAU. Como estos ganaron en la 6ª jornada a Arquitectura se producía un triple empate en cabeza. Por abajo, exceptuando al San José que perdió todos sus partidos, el resto de equipos estaban en un puño con 2 partidos ganados y 4 perdidos. La sorpresa saltó en la última jornada de la primera vuelta cuando Arquitectura perdió en su visita al Karmen, de este modo CAU y Cisneros se destacaban en cabeza.

El primer partido de la segunda vuelta entre Cisneros y Arquitectura iba a ser clave, al ganar los colegiales dejaban a la Escuela casi fuera de la lucha por el título. La siguiente fecha clave sería la jornada 11.ª con el enfrentamiento directo entre Cisneros y CAU, estos últimos vencieron con un claro 18-4 que le acercaba cada vez más a su primer título liguero.

Al Cisneros le quedaba la esperanza de que Arquitectura pudiera vencer al CAU, pero el día del partido el campo estaba en malas condiciones, por lo que los arquitectos intentaron suspender el partido. El árbitro consideró que se podía jugar y el CAU lo aceptó, mientras Arquitectura se negó a jugar. El partido se le dio por perdido y se le retiró un punto de sanción. El CAU estaba a un paso de conseguir el campeonato y no falló en la última jornada, ganando al Teca. Cisneros fue el subcampeón mientras Arquitectura era tercero por delante del Karmen que hizo una excelente segunda vuelta. San José no logró ganar ningún partido y descendió acompañado del Teca que fue séptimo.
| Resultados 1ª División Centro         | Resultados 1ª División Centro | Resultados 1ª División Centro | Resultados 1ª División Centro |
| Ciudad                                | Local                         | Resultado                     | Visitante                     |
| ------------------------------------- | ----------------------------- | ----------------------------- | ----------------------------- |
| 1ª Jornada (24 de septiembre de 1978) |                               |                               |                               |
| Valladolid                            | CDU Valladolid                | 3-43                          | CAU Madrid Rugby Club         |
| Madrid                                | Teca Rugby Club               | 15-8                          | Juventud Karmen               |
| Madrid                                | Club Deportivo Arquitectura   | 25-11                         | Colegio Mayor Cisneros        |
| Madrid                                | Canoe Natación Club           | 32-18                         | San José Valladolid           |
| 2ª Jornada (1 de octubre de 1978)     |                               |                               |                               |
| Madrid                                | CAU Madrid Rugby Club         | 20-7                          | Canoe Natación Club           |
| Madrid                                | Juventud Karmen               | 8-11                          | CDU Valladolid                |
| Madrid                                | Colegio Mayor Cisneros        | 14-11                         | Teca Rugby Club               |
| Valladolid                            | San José Valladolid           | 4-18                          | Club Deportivo Arquitectura   |
| 3ª Jornada (8 de octubre de 1978)     |                               |                               |                               |
| Madrid                                | CAU Madrid Rugby Club         | 34-6                          | Juventud Karmen               |
| Valladolid                            | CDU Valladolid                | 0-50                          | Colegio Mayor Cisneros        |
| Madrid                                | Teca Rugby Club               | 26-6                          | San José Valladolid           |
| Madrid                                | Canoe Natación Club           | 0-70                          | Club Deportivo Arquitectura   |
| 4ª Jornada (15 de octubre de 1978)    |                               |                               |                               |
| Madrid                                | Juventud Karmen               | 21-15                         | Canoe Natación Club           |
| Madrid                                | Colegio Mayor Cisneros        | 13-9                          | CAU Madrid Rugby Club         |
| Valladolid                            | San José Valladolid           | 3-13                          | CDU Valladolid                |
| Madrid                                | Club Deportivo Arquitectura   | 32-4                          | Teca Rugby Club               |
| 5ª Jornada (1 de noviembre de 1978)   |                               |                               |                               |
| Madrid                                | Juventud Karmen               | 7-44                          | Colegio Mayor Cisneros        |
| Madrid                                | CAU Madrid Rugby Club         | 78-0                          | San José Valladolid           |
| Valladolid                            | CDU Valladolid                | 6-39                          | Club Deportivo Arquitectura   |
| Madrid                                | Canoe Natación Club           | 42-4                          | Teca Rugby Club               |
| 6ª Jornada (7 de noviembre de 1978)   |                               |                               |                               |
| Madrid                                | Canoe Natación Club           | 4-16                          | Colegio Mayor Cisneros        |
| Valladolid                            | San José Valladolid           | 7-12                          | Juventud Karmen               |
| Madrid                                | Club Deportivo Arquitectura   | 6-9                           | CAU Madrid Rugby Club         |
| Madrid                                | Teca Rugby Club               | 0-19                          | CDU Valladolid                |
| 7ª Jornada (12 de noviembre de 1978)  |                               |                               |                               |
| Madrid                                | Colegio Mayor Cisneros        | 44-4                          | San José Valladolid           |
| Madrid                                | Juventud Karmen               | 18-12                         | Club Deportivo Arquitectura   |
| Madrid                                | CAU Madrid Rugby Club         | 36-0                          | Teca Rugby Club               |
| Valladolid                            | CDU Valladolid                | 6-13                          | Canoe Natación Club           |
| 8ª Jornada (10 de didiembre de 1978)  |                               |                               |                               |
| Madrid                                | CAU Madrid Rugby Club         | 36-12                         | CDU Valladolid                |
| Madrid                                | Juventud Karmen               | 12-8                          | Teca Rugby Club               |
| Madrid                                | Colegio Mayor Cisneros        | 12-3                          | Club Deportivo Arquitectura   |
| Valladolid                            | San José Valladolid           | 8-25                          | Canoe Natación Club           |
| 9ª Jornada (7 de enero de 1979)       |                               |                               |                               |
| Madrid                                | Canoe Natación Club           | 4-18                          | CAU Madrid Rugby Club         |
| Valladolid                            | CDU Valladolid                | 10-11                         | Juventud Karmen               |
| Madrid                                | Teca Rugby Club               | 3-21                          | Colegio Mayor Cisneros        |
| Madrid                                | Club Deportivo Arquitectura   | 70-0                          | San José Valladolid           |
| 10ª Jornada (14 de enero de 1979)     |                               |                               |                               |
| Madrid                                | Juventud Karmen               | 10-16                         | CAU Madrid Rugby Club         |
| Madrid                                | Colegio Mayor Cisneros        | 46-0                          | CDU Valladolid                |
| Valladolid                            | San José Valladolid           | 8-25                          | Teca Rugby Club               |
| Madrid                                | Club Deportivo Arquitectura   | 16-6                          | Canoe Natación Club           |
| 11ª Jornada (22 de enero de 1979)     |                               |                               |                               |
| Madrid                                | Canoe Natación Club           | 10-16                         | Juventud Karmen               |
| Madrid                                | CAU Madrid Rugby Club         | 18-4                          | Colegio Mayor Cisneros        |
| Valladolid                            | CDU Valladolid                | 29-4                          | San José Valladolid           |
| Madrid                                | Teca Rugby Club               | 4-42                          | Club Deportivo Arquitectura   |
| 12ª Jornada (4 de febrero de 1979)    |                               |                               |                               |
| Madrid                                | Colegio Mayor Cisneros        | 26-10                         | Juventud Karmen               |
| Valladolid                            | San José Valladolid           | 0-48                          | CAU Madrid Rugby Club         |
| Madrid                                | Club Deportivo Arquitectura   | 60-4                          | CDU Valladolid                |
| Madrid                                | Teca Rugby Club               | 10-19                         | Canoe Natación Club           |
| 13ª Jornada (11 de febrero de 1979)   |                               |                               |                               |
| Madrid                                | Colegio Mayor Cisneros        | 26-14                         | Canoe Natación Club           |
| Madrid                                | Juventud Karmen               | 6-0 np                        | San José Valladolid           |
| Madrid                                | CAU Madrid Rugby Club         | 6-0 np                        | Club Deportivo Arquitectura   |
| Valladolid                            | CDU Valladolid                | 18-11                         | Teca Rugby Club               |
| 14ª Jornada (18 de marzo de 1979)     |                               |                               |                               |
| Valladolid                            | San José Valladolid           | 4-44                          | Colegio Mayor Cisneros        |
| Madrid                                | Club Deportivo Arquitectura   | 17-16                         | Juventud Karmen               |
| Madrid                                | Teca Rugby Club               | 6-40                          | CAU Madrid Rugby Club         |
| Valladolid                            | Canoe Natación Club           | 40-10                         | CDU Valladolid                |

| Local \ Visitante   | ARQ   | CAN   | CAU   | CDU   | CIS   | KAR   | SJO   | TEC   |
| ------------------- | ----- | ----- | ----- | ----- | ----- | ----- | ----- | ----- |
| CD ARQUITECTURA     | —     | 36–0  | 6–9   | 60–4  | 25–11 | 17–16 | 70–0  | 32–4  |
| CANOE N.C.          | 0–70  | —     | 4–18  | 46–10 | 4–16  | 10–16 | 32–18 | 42–4  |
| CAU Madrid R.C.     | 6–0   | 20–7  | —     | 36–12 | 18–4  | 34–6  | 78–0  | 36–0  |
| CDU VALLADOLID      | 6–39  | 6–13  | 3–43  | —     | 0–50  | 10–11 | 29–4  | 18–11 |
| C. M. CISNEROS      | 12–3  | 26–14 | 13–9  | 46–0  | —     | 26–10 | 44–4  | 14–11 |
| Juventud KARMEN     | 18–12 | 21–15 | 10–16 | 8–11  | 7–42  | —     | 6–0   | 12–8  |
| SAN JOSÉ Valladolid | 4–18  | 8–25  | 0–58  | 3–13  | 0–44  | 7–12  | —     | 8–25  |
| TECA Rugby Club     | 4–42  | 10–19 | 6–40  | 0–19  | 4–21  | 15–8  | 26–6  | —     |

|     |                        |     |    |   |    |     |     |     |  |  |  |  |  |  |  |  |  |  |
| Pos | Equipo                 | Jug | V  | E | D  | PF  | PC  | Pts |  |  |  |  |  |  |  |  |  |  |
| 1º  | CAU Madrid Rugby Club  | 14  | 13 | 0 | 1  | 411 | 77  | 40  |  |  |  |  |  |  |  |  |  |  |
| 2º  | Colegio Mayor Cisneros | 14  | 12 | 0 | 2  | 369 | 112 | 38  |  |  |  |  |  |  |  |  |  |  |
| 3º  | CD Arquitectura        | 13  | 10 | 0 | 3  | 430 | 99  | 32* |  |  |  |  |  |  |  |  |  |  |
| 4º  | Club Juventud Karmen   | 14  | 7  | 0 | 7  | 161 | 229 | 28  |  |  |  |  |  |  |  |  |  |  |
| 5º  | Canoe Natación Club    | 14  | 6  | 0 | 8  | 331 | 249 | 26  |  |  |  |  |  |  |  |  |  |  |
| 6º  | CDU Valladolid         | 14  | 5  | 0 | 9  | 141 | 354 | 24  |  |  |  |  |  |  |  |  |  |  |
| 7º  | Teca Rugby Club        | 14  | 3  | 0 | 11 | 125 | 317 | 20  |  |  |  |  |  |  |  |  |  |  |
| 8º  | San José Valladolid    | 13  | 0  | 0 | 13 | 66  | 458 | 12* |  |  |  |  |  |  |  |  |  |  |

#### Grupo Levante
Poca historia tuvo el desarrollo de la competición en este grupo. Los favoritos cumplieron, pero al enfrentarse en la 1ª y 8.ª jornada, con victorias caseras de Cornellá primero y Samboyana en la segunda vuelta, pronto se vio la liga decantada. Los de Sant Boi perdieron en la 3º jornada con el Natación y ya no pudieron recuperar. Además perdieron también con Valencia en la 11.ª. Cornellá no perdió ningún partido y a falta de 2 jornadas ya era campeón. El Valencia tercero tampoco puso en peligro el subcampeonato de la Samboyana, ya que se dejó una victoria importante con el Barça. Estos y el Natación pugnaron por la cuarta plaza, lejos del descenso. BUC no ganó ningún partido, y el campeón de 2ª del año anterior, Pueblo Nuevo tuvo un bajo rendimiento este año y también cayó en el descenso. 
| Resultados 1ª División Levante        | Resultados 1ª División Levante | Resultados 1ª División Levante | Resultados 1ª División Levante |
| Ciudad                                | Local                          | Resultado                      | Visitante                      |
| ------------------------------------- | ------------------------------ | ------------------------------ | ------------------------------ |
| 1ª Jornada (24 de septiembre de 1978) |                                |                                |                                |
| Barcelona                             | Club Natación Barcelona        | 25-28                          | Valencia Rugby Club            |
| Barcelona                             | Club Natación Montjuich        | 6-34                           | Futbol Club Barcelona          |
| Cornellá                              | Rugby Club Cornellà            | 35-4                           | Unión Deportiva Samboyana      |
| Barcelona                             | Club Natación Pueblo Nuevo     | 0-0                            | Barcelona Unión Club (BUC)     |
| 2ª Jornada (1 de octubre de 1978)     |                                |                                |                                |
| Valencia                              | Valencia Rugby Club            | 36-3                           | Club Natación Pueblo Nuevo     |
| Barcelona                             | Futbol Club Barcelona          | 28-3                           | Club Natación Barcelona        |
| Sant Boi                              | Unión Deportiva Samboyana      | 46-3                           | Club Natación Montjuich        |
| Barcelona                             | Barcelona Unión Club (BUC)     | 0-21                           | Rugby Club Cornellà            |
| 3ª Jornada (8 de octubre de 1978)     |                                |                                |                                |
| Valencia                              | Valencia Rugby Club            | 21-9                           | Futbol Club Barcelona          |
| Barcelona                             | Club Natación Barcelona        | 9-4                            | Unión Deportiva Samboyana      |
| Barcelona                             | Club Natación Montjuich        | 21-4                           | Barcelona Unión Club (BUC)     |
| Barcelona                             | Club Natación Pueblo Nuevo     | 9-62                           | Rugby Club Cornellà            |
| 4ª Jornada (15 de octubre de 1978)    |                                |                                |                                |
| Barcelona                             | Futbol Club Barcelona          | 18-0                           | Club Natación Pueblo Nuevo     |
| Sant Boi                              | Unión Deportiva Samboyana      | 41-12                          | Valencia Rugby Club            |
| Barcelona                             | Barcelona Unión Club (BUC)     | 3-9                            | Club Natación Barcelona        |
| Cornellá                              | Rugby Club Cornellà            | 80-0                           | Club Natación Montjuich        |
| 5ª Jornada (1 de noviembre de 1978)   |                                |                                |                                |
| Barcelona                             | Futbol Club Barcelona          | 0-24                           | Unión Deportiva Samboyana      |
| Barcelona                             | Club Natación Barcelona        | 6-7                            | Rugby Club Cornellà            |
| Valencia                              | Valencia Rugby Club            | 36-6                           | Barcelona Unión Club (BUC)     |
| Barcelona                             | Club Natación Pueblo Nuevo     | 20-8                           | Club Natación Montjuich        |
| 6ª Jornada (7 de noviembre de 1978)   |                                |                                |                                |
| Barcelona                             | Club Natación Pueblo Nuevo     | 12-28                          | Unión Deportiva Samboyana      |
| Barcelona                             | Barcelona Unión Club (BUC)     | 9-26                           | Futbol Club Barcelona          |
| Cornellá                              | Rugby Club Cornellà            | 12-11                          | Valencia Rugby Club            |
| Barcelona                             | Club Natación Montjuich        | 6-19                           | Club Natación Barcelona        |
| 7ª Jornada (12 de noviembre de 1978)  |                                |                                |                                |
| Sant Boi                              | Unión Deportiva Samboyana      | 14-3                           | Barcelona Unión Club (BUC)     |
| Barcelona                             | Futbol Club Barcelona          | 13-36                          | Rugby Club Cornellà            |
| Valencia                              | Valencia Rugby Club            | 35-10                          | Club Natación Montjuich        |
| Barcelona                             | Club Natación Barcelona        | 12-3                           | Club Natación Pueblo Nuevo     |
| 8ª Jornada (10 de didiembre de 1978)  |                                |                                |                                |
| Valencia                              | Valencia Rugby Club            | 10-7                           | Club Natación Barcelona        |
| Barcelona                             | Futbol Club Barcelona          | 6-11                           | Club Natación Montjuich        |
| Sant Boi                              | Unión Deportiva Samboyana      | 7-3                            | Rugby Club Cornellà            |
| Barcelona                             | Barcelona Unión Club (BUC)     | 6-9                            | Club Natación Pueblo Nuevo     |
| 9ª Jornada (7 de enero de 1979)       |                                |                                |                                |
| Barcelona                             | Club Natación Pueblo Nuevo     | 4-30                           | Valencia Rugby Club            |
| Barcelona                             | Club Natación Barcelona        | 4-6                            | Futbol Club Barcelona          |
| Barcelona                             | Club Natación Montjuich        | 10-15                          | Unión Deportiva Samboyana      |
| Cornellá                              | Rugby Club Cornellà            | 32-7                           | Barcelona Unión Club (BUC)     |
| 10ª Jornada (14 de enero de 1979)     |                                |                                |                                |
| Valencia                              | Futbol Club Barcelona          | 32-18                          | Valencia Rugby Club            |
| Sant Boi                              | Unión Deportiva Samboyana      | 21-3                           | Club Natación Barcelona        |
| Barcelona                             | Barcelona Unión Club (BUC)     | 4-9                            | Club Natación Montjuich        |
| Cornellá                              | Rugby Club Cornellà            | 62-0                           | Club Natación Pueblo Nuevo     |
| 11ª Jornada (22 de enero de 1979)     |                                |                                |                                |
| Barcelona                             | Club Natación Pueblo Nuevo     | 4-20                           | Futbol Club Barcelona          |
| Valencia                              | Valencia Rugby Club            | 10-9                           | Unión Deportiva Samboyana      |
| Barcelona                             | Club Natación Barcelona        | 18-0                           | Barcelona Unión Club (BUC)     |
| Barcelona                             | Club Natación Montjuich        | 6-40                           | Rugby Club Cornellà            |
| 12ª Jornada (4 de febrero de 1979)    |                                |                                |                                |
| Sant Boi                              | Unión Deportiva Samboyana      | 9-6                            | Futbol Club Barcelona          |
| Cornellá                              | Rugby Club Cornellà            | 17-6                           | Club Natación Barcelona        |
| Barcelona                             | Barcelona Unión Club (BUC)     | 0-30                           | Valencia Rugby Club            |
| Barcelona                             | Club Natación Montjuich        | 8-4                            | Club Natación Pueblo Nuevo     |
| 13ª Jornada (11 de febrero de 1979)   |                                |                                |                                |
| Sant Boi                              | Unión Deportiva Samboyana      | 100-0                          | Club Natación Pueblo Nuevo     |
| Barcelona                             | Futbol Club Barcelona          | 25-6                           | Barcelona Unión Club (BUC)     |
| Valencia                              | Valencia Rugby Club            | 10-16                          | Rugby Club Cornellà            |
| Barcelona                             | Club Natación Barcelona        | 30-9                           | Club Natación Montjuich        |
| 14ª Jornada (18 de marzo de 1979)     |                                |                                |                                |
| Barcelona                             | Barcelona Unión Club (BUC)     | 10-20                          | Unión Deportiva Samboyana      |
| Cornellá                              | Rugby Club Cornellà            | 28-27                          | Futbol Club Barcelona          |
| Barcelona                             | Club Natación Montjuich        | 14-39                          | Valencia Rugby Club            |
| Barcelona                             | Club Natación Pueblo Nuevo     | 3-14                           | Club Natación Barcelona        |

| Local \ Visitante          | BUC  | COR   | FCB   | MON   | NAT  | NPN   | SAM   | VAL   |
| -------------------------- | ---- | ----- | ----- | ----- | ---- | ----- | ----- | ----- |
| Barcelona Unión Club (BUC) | —    | 0–21  | 9–26  | 4–9   | 3–9  | 6–9   | 10–20 | 0–30  |
| Rugby Club CORNELLÁ        | 32–7 | —     | 28–27 | 80–0  | 17–6 | 62–0  | 35–4  | 12–11 |
| F.C. BARCELONA             | 25–6 | 10–36 | —     | 6–11  | 28–3 | 18–0  | 0–29  | 32–18 |
| C.N. MONTJUICH             | 21–4 | 6–40  | 6–34  | —     | 6–19 | 8–4   | 10–15 | 14–39 |
| C. NATACIÓN Barcelona      | 18–0 | 6–7   | 4–6   | 30–9  | —    | 12–3  | 9–4   | 25–28 |
| C.N. PUEBLO NUEVO          | 0–0  | 9–62  | 4–20  | 20–8  | 3–14 | —     | 12–28 | 4–50  |
| U.D. SAMBOYANA             | 14–3 | 7–3   | 9–6   | 46–3  | 21–3 | 100–0 | —     | 41–12 |
| VALENCIA R.C.              | 38–6 | 10–16 | 21–12 | 35–10 | 10–7 | 36–3  | 10–9  | —     |

|     |                            |     |    |   |    |     |     |     |  |  |  |  |  |  |  |  |  |  |
| Pos | Equipo                     | Jug | V  | E | D  | PF  | PC  | Pts |  |  |  |  |  |  |  |  |  |  |
| 1º  | Rugby Club Cornellà        | 14  | 13 | 0 | 1  | 460 | 106 | 40  |  |  |  |  |  |  |  |  |  |  |
| 2º  | Unión Deportiva Samboyana  | 14  | 11 | 0 | 3  | 352 | 116 | 36  |  |  |  |  |  |  |  |  |  |  |
| 3º  | Valencia Rugby Club        | 14  | 10 | 0 | 4  | 341 | 188 | 34  |  |  |  |  |  |  |  |  |  |  |
| 4º  | Futbol Club Barcelona      | 14  | 8  | 0 | 6  | 240 | 177 | 30  |  |  |  |  |  |  |  |  |  |  |
| 5º  | Club Natación Barcelona    | 14  | 7  | 0 | 7  | 165 | 144 | 28  |  |  |  |  |  |  |  |  |  |  |
| 6º  | Club Natación Montjuich    | 14  | 4  | 0 | 10 | 119 | 376 | 22  |  |  |  |  |  |  |  |  |  |  |
| 7º  | Club Natación Pueblo Nuevo | 14  | 2  | 0 | 12 | 71  | 424 | 18  |  |  |  |  |  |  |  |  |  |  |
| 8º  | Barcelona Unión Club (BUC) | 14  | 0  | 0 | 14 | 88  | 243 | 14  |  |  |  |  |  |  |  |  |  |  |

#### Grupo Sur
El desarrollo de la competición en este grupo resultó un tanto caótica. No se pudieron disputar las dos primeras jornadas por problemas con los campos de juego y se pospuso el inicio a la 3ª jornada. A lo largo de la temporada se fueron sumando nuevas suspensiones e incomparecencias por lo que seguir la clasificación era complicado. Solo había una constante, las victorias del CAR-Sevilla cuya única derrota fue en la jornada 11.ª cuando ya tenía la liga en la mano. El resto de los equipos fueron muy irregulares, perdiendo a veces partidos a priori con equipos inferiores y ganando también con resultados sorprendentes. Los equipos de Granada tuvieron una gran mejoría este año, con el Universitario proclamándose subcampeón y el Isabel La Católica obteniendo magníficos resultados y hasta 7 victorias. La nota negativa fue para el Ciencias que tuvo un año muy flojo, y de ser favorito pasó a eludir el descenso en última instancia. Sevilla y Divina Pastora lucharon por la tercera plaza, que fue para los sevillistas, tras una campaña poco brillante. Los dos equipos de arquitectos fueron al descenso. 
| Resultados 1ª División Sur            | Resultados 1ª División Sur   | Resultados 1ª División Sur | Resultados 1ª División Sur   |
| Ciudad                                | Local                        | Resultado                  | Visitante                    |
| ------------------------------------- | ---------------------------- | -------------------------- | ---------------------------- |
| 1ª Jornada (24 de septiembre de 1978) |                              |                            |                              |
| Sevilla                               | Arquitécnicos Granada        | 6-0 np                     | Sevilla Club de Fútbol       |
| Granada                               | C.M.U. Isabel La Católica    | 6-0 np                     | C.R. Arquitectura Sevilla    |
| Sevilla                               | Club Amigos del Rugby (CAR)  | 14-0                       | Ciencias de Sevilla          |
| Granada                               | Club de Rugby Divina Pastora | 11-4                       | CD Universitario de Granada  |
| 2ª Jornada (1 de octubre de 1978)     |                              |                            |                              |
| Sevilla                               | Sevilla Club de Fútbol       | 14-13                      | Club de Rugby Divina Pastora |
| Sevilla                               | C.R. Arquitectura Sevilla    | 4-4                        | Arquitécnicos Granada        |
| Sevilla                               | Ciencias de Sevilla          | 50-4                       | C.M.U. Isabel La Católica    |
| Sevilla                               | Club Amigos del Rugby (CAR)  | 39-4                       | CD Universitario de Granada  |
| 3ª Jornada (8 de octubre de 1978)     |                              |                            |                              |
| Sevilla                               | Sevilla Club de Fútbol       | 94-6                       | C.R. Arquitectura Sevilla    |
| Granada                               | Arquitécnicos Granada        | 6-0                        | Ciencias de Sevilla          |
| Granada                               | C.M.U. Isabel La Católica    | 6-7                        | CD Universitario de Granada  |
| Sevilla                               | Club de Rugby Divina Pastora | 4-26                       | Club Amigos del Rugby (CAR)  |
| 4ª Jornada (15 de octubre de 1978)    |                              |                            |                              |
| Sevilla                               | C.R. Arquitectura Sevilla    | 0-82                       | Club de Rugby Divina Pastora |
| Sevilla                               | Ciencias de Sevilla          | 3-6                        | Sevilla Club de Fútbol       |
| Granada                               | CD Universitario de Granada  | 26-12                      | Arquitécnicos Granada        |
| Sevilla                               | Club Amigos del Rugby (CAR)  | 25-12                      | C.M.U. Isabel La Católica    |
| 5ª Jornada (1 de noviembre de 1978)   |                              |                            |                              |
| Sevilla                               | C.R. Arquitectura Sevilla    | 4-21                       | Ciencias de Sevilla          |
| Sevilla                               | Sevilla Club de Fútbol       | 7-7                        | CD Universitario de Granada  |
| Granada                               | Arquitécnicos Granada        | 9-27                       | Club Amigos del Rugby (CAR)  |
| Sevilla                               | Club de Rugby Divina Pastora | 7-14                       | C.M.U. Isabel La Católica    |
| 6ª Jornada (7 de noviembre de 1978)   |                              |                            |                              |
| Sevilla                               | Club de Rugby Divina Pastora | 16-7                       | Ciencias de Sevilla          |
| Granada                               | CD Universitario de Granada  | 30-4                       | C.R. Arquitectura Sevilla    |
| Sevilla                               | Club Amigos del Rugby (CAR)  | 11-0                       | Sevilla Club de Fútbol       |
| Granada                               | C.M.U. Isabel La Católica    | 0-18                       | Arquitécnicos Granada        |
| 7ª Jornada (12 de noviembre de 1978)  |                              |                            |                              |
| Sevilla                               | Ciencias de Sevilla          | 0-6                        | CD Universitario de Granada  |
| Sevilla                               | C.R. Arquitectura Sevilla    | 10-35                      | Club Amigos del Rugby (CAR)  |
| Sevilla                               | Sevilla Club de Fútbol       | 49-4                       | C.M.U. Isabel La Católica    |
| Granada                               | Arquitécnicos Granada        | 0-6                        | Club de Rugby Divina Pastora |
| 8ª Jornada (10 de diciembre de 1978)  |                              |                            |                              |
| Sevilla                               | Sevilla Club de Fútbol       | 6-0 np                     | Arquitécnicos Granada        |
| Sevilla                               | C.R. Arquitectura Sevilla    | 6-0 np                     | C.M.U. Isabel La Católica    |
| Sevilla                               | Ciencias de Sevilla          | 0-14                       | Club Amigos del Rugby (CAR)  |
| Granada                               | CD Universitario de Granada  | 6-9                        | Club de Rugby Divina Pastora |
| 9ª Jornada (7 de enero de 1979)       |                              |                            |                              |
| Sevilla                               | Club de Rugby Divina Pastora | 7-24                       | Sevilla Club de Fútbol       |
| Granada                               | Arquitécnicos Granada        | 40-0                       | C.R. Arquitectura Sevilla    |
| Granada                               | C.M.U. Isabel La Católica    | 14-12                      | Ciencias de Sevilla          |
| Granada                               | CD Universitario de Granada  | 6-0                        | Club Amigos del Rugby (CAR)  |
| 10ª Jornada (14 de enero de 1979)     |                              |                            |                              |
| Sevilla                               | C.R. Arquitectura Sevilla    | 0-48                       | Sevilla Club de Fútbol       |
| Sevilla                               | Ciencias de Sevilla          | 48-4                       | Arquitécnicos Granada        |
| Granada                               | CD Universitario de Granada  | 9-10                       | C.M.U. Isabel La Católica    |
| Sevilla                               | Club Amigos del Rugby (CAR)  | 18-9                       | Club de Rugby Divina Pastora |
| 11ª Jornada (22 de enero de 1979)     |                              |                            |                              |
| Sevilla                               | Club de Rugby Divina Pastora | 8-0                        | C.R. Arquitectura Sevilla    |
| Sevilla                               | Sevilla Club de Fútbol       | 8-12                       | Ciencias de Sevilla          |
| Granada                               | Arquitécnicos Granada        | 3-4                        | CD Universitario de Granada  |
| Sevilla                               | C.M.U. Isabel La Católica    | 13-30                      | Club Amigos del Rugby (CAR)  |
| 12ª Jornada (4 de febrero de 1979)    |                              |                            |                              |
| Sevilla                               | Ciencias de Sevilla          | 15-12                      | C.R. Arquitectura Sevilla    |
| Granada                               | CD Universitario de Granada  | 9-7                        | Sevilla Club de Fútbol       |
| Granada                               | Club Amigos del Rugby (CAR)  | 44-0                       | Arquitécnicos Granada        |
| Granada                               | C.M.U. Isabel La Católica    | 7-14                       | Club de Rugby Divina Pastora |
| 13ª Jornada (11 de febrero de 1979)   |                              |                            |                              |
| [Sevilla]]                            | Ciencias de Sevilla          | 4-14                       | Club de Rugby Divina Pastora |
| Sevilla                               | C.R. Arquitectura Sevilla    | 0-6                        | CD Universitario de Granada  |
| Sevilla                               | Sevilla Club de Fútbol       | 6-7                        | Club Amigos del Rugby (CAR)  |
| Granada                               | Arquitécnicos Granada        | 16-17                      | C.M.U. Isabel La Católica    |
| 14ª Jornada (18 de marzo de 1979)     |                              |                            |                              |
| Granada                               | CD Universitario de Granada  | 16-10                      | Ciencias de Sevilla          |
| Sevilla                               | Club Amigos del Rugby (CAR)  | 6-0 np                     | C.R. Arquitectura Sevilla    |
| Granada                               | C.M.U. Isabel La Católica    | 20-26                      | Sevilla Club de Fútbol       |
| Sevilla                               | Club de Rugby Divina Pastora | 48-4                       | Arquitécnicos Granada        |

| Local \ Visitante      | AQT  | ARS   | CAR   | CIE   | GRA  | ISA   | PAS   | SEV   |
| ---------------------- | ---- | ----- | ----- | ----- | ---- | ----- | ----- | ----- |
| ARQUITÉCNICOS Granada  | —    | 40–0  | 9–27  | 6–0   | 3–4  | 16–17 | 0–6   | 6–0   |
| ARQUITECTURA Sevilla   | 4–4  | —     | 10–35 | 4–21  | 0–6  | 6–0   | 0–82  | 0–48  |
| Club Amigos del Rugby  | 44–0 | 6–0   | —     | 14–0  | 39–4 | 25–12 | 18–9  | 11–0  |
| C.R. CIENCIAS          | 48–4 | 15–12 | 0–14  | —     | 0–6  | 50–4  | 4–14  | 3–6   |
| Univº de GRANADA       | 30–4 | 30–4  | 6–0   | 16–10 | —    | 9–10  | 4–15  | 9–7   |
| CMU ISABEL La Católica | 18–0 | 6–0   | 13–30 | 14–12 | 6–7  | —     | 16–10 | 20–26 |
| DIVINA PASTORA         | 48–4 | 8–0   | 4–26  | 16–7  | 11–4 | 5–16  | —     | 7–24  |
| SEVILLA C.F.           | 6–0  | 94–6  | 6–7   | 8–12  | 7–7  | 40–4  | 14–13 | —     |

|     |                              |     |    |   |    |     |     |     |  |  |  |  |  |  |  |  |  |  |
| Pos | Equipo                       | Jug | V  | E | D  | PF  | PC  | Pts |  |  |  |  |  |  |  |  |  |  |
| 1º  | Club Amigos del Rugby (CAR)  | 14  | 13 | 0 | 1  | 356 | 82  | 40  |  |  |  |  |  |  |  |  |  |  |
| 2º  | CD Universitario de Granada  | 14  | 9  | 1 | 4  | 145 | 132 | 33  |  |  |  |  |  |  |  |  |  |  |
| 3º  | Sevilla Club de Fútbol       | 14  | 8  | 1 | 5  | 275 | 95  | 31  |  |  |  |  |  |  |  |  |  |  |
| 4º  | Club de Rugby Divina Pastora | 14  | 8  | 0 | 6  | 206 | 145 | 30  |  |  |  |  |  |  |  |  |  |  |
| 5º  | C.M.U. Isabel La Católica    | 14  | 7  | 0 | 7  | 146 | 221 | 28  |  |  |  |  |  |  |  |  |  |  |
| 6º  | Ciencias de Sevilla          | 14  | 5  | 0 | 9  | 175 | 143 | 24  |  |  |  |  |  |  |  |  |  |  |
| 7º  | Arquitécnicos Granada        | 14  | 3  | 1 | 10 | 92  | 212 | 21  |  |  |  |  |  |  |  |  |  |  |
| 8º  | C.R. Arquitectura Sevilla    | 14  | 1  | 1 | 12 | 54  | 392 | 17  |  |  |  |  |  |  |  |  |  |  |

| Trophee championnat Espagnol Rugby                     |
| Campeón Norte Club Atlético San Sebastián (3er título) |
| Campeón Centro CAU Madrid Rugby Club (1er título)      |
| Campeón Levante Rugby Club Cornellà (1er título)       |
| Campeón Sur CAR Sevilla (1er título)                   |

### XLVIº Campeonato de España (Copa de S.M. el Rey)
De nuevo cambiaba el número de participantes, esta vez de 8 a 16, a los 10 equipos de 1ª división de 1978 se añadían por el grupo Norte a Hernani e Irún, del grupo Sur al CAR y Universitario de Granada, del Centro al Karmen y el Barça por el grupo de Levante. La primera eliminatoria era a un solo partido y el emparejamiento más parejo parecía el de Arquitectura con el Atlético SS, pero los madrileños lo superaron fácilmente con un 31-8. Muchos más problemas tuvieron el CAU para deshacerse de Granada por 6-8 y el Cornellá para eliminar al CDU por 6-0. Sin embargo la mayor sorpresa fue la eliminación de la Samboyana por el Hernani en su propia casa por 12-23.

Los cuartos de final estuvieron muy disputados y todos los contendientes ganaron 1 partido, de nuevo sorprendió el Hernani que dio la vuelta a su derrota en Cornellá de 12-0 con un 16-0 en su campo. Muy cerradas también la eliminación del CAU por el Cisneros y la del Arquitectura por el Canoe. Por último fue relativamente más holgada la victoria de Valencia sobre el FC Barcelona.

A punto estuvo el Hernani de completar su gesta eliminando al Valencia, perdió fuera por 12-0 y en casa solo llegó a ganar por 7-0 quedándose a puertas de la final. En la eliminatoria madrileña, el Cisneros superó ampliamente al Canoe.

Los valencianos se estrenaban en una final de Copa, y era el primer equipo valenciano desde 1943 que lo hacía. El Cisneros volvía a la final tras su derrota de 1977 con ánimos de obtener su tercer entorchado. Los colegiales no dejaron escapar la oportunidad y se impusieron claramente a los valencianos por 26-14.

#### Cuadro Competición
|  | Octavos de final            | Octavos de final            | Octavos de final       |    |    | Cuartos de final       | Cuartos de final       | Cuartos de final       |  |  | Semifinales            | Semifinales            | Semifinales            |  |  | Final              | Final              | Final              |
|  | 25 de marzo de 1979         | 25 de marzo de 1979         | 25 de marzo de 1979    |    |    | 1 y 8 de abril de 1979 | 1 y 8 de abril de 1979 | 1 y 8 de abril de 1979 |  |  | 6 y 13 de mayo de 1979 | 6 y 13 de mayo de 1979 | 6 y 13 de mayo de 1979 |  |  | 27 de mayo de 1979 | 27 de mayo de 1979 | 27 de mayo de 1979 |
|  |                             |                             |                        |    |    |                        |                        |                        |  |  |                        |                        |                        |  |  |                    |                    |                    |
|  |                             |                             |                        |    |    |                        |                        |                        |  |  |                        |                        |                        |  |  |                    |                    |                    |
|  |                             |                             |                        |    |    |                        |                        |                        |  |  |                        |                        |                        |  |  |                    |                    |                    |
|  | CD Universitario de Granada | 6                           |                        |    |    |                        |                        |                        |  |  |                        |                        |                        |  |  |                    |                    |                    |
|  | CD Universitario de Granada | 6                           |                        |    |    |                        |                        |                        |  |  |                        |                        |                        |  |  |                    |                    |                    |
|  | CAU Madrid Rugby Club       | 8                           |                        |    |    |                        |                        |                        |  |  |                        |                        |                        |  |  |                    |                    |                    |
|  | CAU Madrid Rugby Club       | 8                           | CAU Madrid Rugby Club  | 10 | 9  |                        |                        |                        |  |  |                        |                        |                        |  |  |                    |                    |                    |
|  |                             |                             |                        |    | 9  |                        |                        |                        |  |  |                        |                        |                        |  |  |                    |                    |                    |
|  |                             | Colegio Mayor Cisneros      | 9                      | 17 |    |                        |                        |                        |  |  |                        |                        |                        |  |  |                    |                    |                    |
|  | Club Natación Barcelona     | Colegio Mayor Cisneros      | 9                      | 17 | 6  |                        |                        |                        |  |  |                        |                        |                        |  |  |                    |                    |                    |
|  | Club Natación Barcelona     |                             |                        |    | 6  |                        |                        |                        |  |  |                        |                        |                        |  |  |                    |                    |                    |
|  | Colegio Mayor Cisneros      | 24                          |                        |    |    |                        |                        |                        |  |  |                        |                        |                        |  |  |                    |                    |                    |
|  | Colegio Mayor Cisneros      | 24                          | Colegio Mayor Cisneros | 17 | 24 |                        |                        |                        |  |  |                        |                        |                        |  |  |                    |                    |                    |
|  |                             |                             |                        |    | 24 |                        |                        |                        |  |  |                        |                        |                        |  |  |                    |                    |                    |
|  |                             | Canoe Natación Club         | 0                      | 7  |    |                        |                        |                        |  |  |                        |                        |                        |  |  |                    |                    |                    |
|  | CAR-Sevilla                 | Canoe Natación Club         | 0                      | 7  | 7  |                        |                        |                        |  |  |                        |                        |                        |  |  |                    |                    |                    |
|  | CAR-Sevilla                 |                             |                        |    | 7  |                        |                        |                        |  |  |                        |                        |                        |  |  |                    |                    |                    |
|  | Canoe Natación Club         | 15                          |                        |    |    |                        |                        |                        |  |  |                        |                        |                        |  |  |                    |                    |                    |
|  | Canoe Natación Club         | 15                          | Canoe Natación Club    | 12 | 18 |                        |                        |                        |  |  |                        |                        |                        |  |  |                    |                    |                    |
|  |                             |                             |                        |    | 18 |                        |                        |                        |  |  |                        |                        |                        |  |  |                    |                    |                    |
|  |                             | Club Deportivo Arquitectura | 17                     | 3  |    |                        |                        |                        |  |  |                        |                        |                        |  |  |                    |                    |                    |
|  | CD Arquitectura             | Club Deportivo Arquitectura | 17                     | 3  | 31 |                        |                        |                        |  |  |                        |                        |                        |  |  |                    |                    |                    |
|  | CD Arquitectura             |                             |                        |    | 31 |                        |                        |                        |  |  |                        |                        |                        |  |  |                    |                    |                    |
|  | Club Atlético San Sebastián | 8                           |                        |    |    |                        |                        |                        |  |  |                        |                        |                        |  |  |                    |                    |                    |
|  | Club Atlético San Sebastián | 8                           | Colegio Mayor Cisneros | 26 |    |                        |                        |                        |  |  |                        |                        |                        |  |  |                    |                    |                    |
|  |                             |                             |                        |    |    |                        |                        |                        |  |  |                        |                        |                        |  |  |                    |                    |                    |
|  |                             | Valencia Rugby Club         | 14                     |    |    |                        |                        |                        |  |  |                        |                        |                        |  |  |                    |                    |                    |
|  | Valencia Rugby Club         | Valencia Rugby Club         | 14                     | 52 |    |                        |                        |                        |  |  |                        |                        |                        |  |  |                    |                    |                    |
|  | Valencia Rugby Club         |                             |                        |    |    |                        |                        |                        |  |  |                        |                        |                        |  |  |                    |                    |                    |
|  | Juventud Karmen             | 0                           |                        |    |    |                        |                        |                        |  |  |                        |                        |                        |  |  |                    |                    |                    |
|  | Juventud Karmen             | 0                           | Valencia Rugby Club    | 26 | 13 |                        |                        |                        |  |  |                        |                        |                        |  |  |                    |                    |                    |
|  |                             |                             |                        |    | 13 |                        |                        |                        |  |  |                        |                        |                        |  |  |                    |                    |                    |
|  |                             | Futbol Club Barcelona       | 14                     | 15 |    |                        |                        |                        |  |  |                        |                        |                        |  |  |                    |                    |                    |
|  | Futbol Club Barcelona       | Futbol Club Barcelona       | 14                     | 15 | 42 |                        |                        |                        |  |  |                        |                        |                        |  |  |                    |                    |                    |
|  | Futbol Club Barcelona       |                             |                        |    | 42 |                        |                        |                        |  |  |                        |                        |                        |  |  |                    |                    |                    |
|  | Rugby Club Irún             | 6                           |                        |    |    |                        |                        |                        |  |  |                        |                        |                        |  |  |                    |                    |                    |
|  | Rugby Club Irún             | 6                           | Valencia Rugby Club    | 15 | 0  |                        |                        |                        |  |  |                        |                        |                        |  |  |                    |                    |                    |
|  |                             |                             |                        |    | 0  |                        |                        |                        |  |  |                        |                        |                        |  |  |                    |                    |                    |
|  |                             | Hernani Rugby Club          | 0                      | 7  |    |                        |                        |                        |  |  |                        |                        |                        |  |  |                    |                    |                    |
|  | Rugby Club Cornellà         | Hernani Rugby Club          | 0                      | 7  | 6  |                        |                        |                        |  |  |                        |                        |                        |  |  |                    |                    |                    |
|  | Rugby Club Cornellà         |                             |                        |    | 6  |                        |                        |                        |  |  |                        |                        |                        |  |  |                    |                    |                    |
|  | CDU Valladolid              | 0                           |                        |    |    |                        |                        |                        |  |  |                        |                        |                        |  |  |                    |                    |                    |
|  | CDU Valladolid              | 0                           | Rugby Club Cornellà    | 12 | 0  |                        |                        |                        |  |  |                        |                        |                        |  |  |                    |                    |                    |
|  |                             |                             |                        |    | 0  |                        |                        |                        |  |  |                        |                        |                        |  |  |                    |                    |                    |
|  |                             | Hernani Rugby Club          | 0                      | 16 |    |                        |                        |                        |  |  |                        |                        |                        |  |  |                    |                    |                    |
|  | Unión Deportiva Samboyana   | Hernani Rugby Club          | 0                      | 16 | 12 |                        |                        |                        |  |  |                        |                        |                        |  |  |                    |                    |                    |
|  | Unión Deportiva Samboyana   |                             |                        |    | 12 |                        |                        |                        |  |  |                        |                        |                        |  |  |                    |                    |                    |
|  | Hernani Rugby Club          | 23                          |                        |    |    |                        |                        |                        |  |  |                        |                        |                        |  |  |                    |                    |                    |

| Copa_del_Rey_(rugby_union)     |
| Campeón Colegio Mayor Cisneros |
| 3er título                     |

### VIIIº Campeonato Nacional de Liga 2ª División
La Federación Española no declaró oficialmente ningún campeón en la categoría, ni organizó una fase final del mismo. Se supone que el Campeonato de España de 2ª categoría era la Copa FER. Sin embargo para el ascenso se debían organizar fases de promoción entre los campeones y subcampeones de los grupos de 2ª correspondientes a los respectivos grupos de 1ª. De este modo:

Grupo Norte: Al no poder formarse el Grupo VI, los dos puestos de ascenso correspondieron al Grupo II. Como el campeón era el Hernani B, suben a 1ª división el 2º y 3º del grupo, Ingenieros y Ordizia 

Grupo Centro: Le corresponden el Grupo III y Grupo VII. En el primero el campeón del grupo, Acantos es filial de Arquitectura, el 3º y el 4º también son filiales y el 5º Liceo Francés renuncia, por ello juegan la fase de ascenso el subcampeón, Olímpico y el 6º, Pilar. En el segundo lo hacen campeón y subcampeón: Lourdes y Salvador

Grupo Levante: En el Grupo I, el campeón es la Samboyana B que es filial, por lo que juegan el ascenso el 2º, G.E.i E.G. y 3º, Universitario. En el Grupo IV, el Veterinaria Zaragoza renuncia y pasa al Grupo I. Juegan la fase de ascenso Tatami y Les Abelles

Grupo Sur: Solo le corresponde el Grupo V, por lo que ascienden los dos primeros Atlético Portuense y Universitario de Córdoba

#### Ascenso a 1º División Nacional
| Ciudad             | Local                   | Resultado | Visitante               |
| ------------------ | ----------------------- | --------- | ----------------------- |
| 22 de mayo de 1979 |                         |           |                         |
| Grupo Levante      |                         |           |                         |
| Gerona             | G.E.i.E.G.-Gerona       | 25-6      | C.P. Les Abelles        |
| Barcelona          | Universitario Barcelona | 4-6       | Tatami R.C.             |
| Grupo Centro       |                         |           |                         |
| Madrid             | Olímpico Rugby Club     | 10-6      | Colegio El Salvador     |
| Valladolid         | CD Lourdes              | 25-3      | Sta Mª del Pilar        |
|                    |                         |           |                         |
| 22 de mayo de 1979 |                         |           |                         |
| Grupo Levante      |                         |           |                         |
| Valencia           | C.P. Les Abelles        | 3-12      | G.E.i.E.G.-Gerona       |
| Valencia           | Tatami R.C.             | 16-8      | Universitario Barcelona |
| Grupo Centro       |                         |           |                         |
| Valladolid         | Colegio El Salvador     | 4-10      | Olímpico Rugby Club     |
| Madrid             | Sta Mª del Pilar        | 0-6       | CD Lourdes              |

|                        | Norte                     | Centro                             | Levante                       | Sur                         |
| ---------------------- | ------------------------- | ---------------------------------- | ----------------------------- | --------------------------- |
| Ascienden a 1ª:        | Ordizia Rugby Elkartea    | Olímpico Rugby Club                | G.E.i.E.G.-Gerona             | Atlético Portuense          |
|                        | Universitario Bilbao      | CD Lourdes                         | Tatami R.C.                   | Universitario de Córdoba    |
|                        |                           |                                    |                               |                             |
| Descienden a 2ª:       | Real Sporting de Gijón    | Teca Rugby Club                    | Club Natación Pueblo Nuevo    | Arquitectura Sevilla        |
|                        | Getxo Rugby Taldea        | San José Valladolid                | Barcelona Unión Club (BUC)    | Arquitécnicos Granada       |
|                        |                           |                                    |                               |                             |
| Descienden a Regional: | Agurain Rugby Taldea G.II | CAU Madrid Rugby Club B G.III      | Club Natación Barcelona B G.I | CD Medicina de Granada G.V  |
|                        | Basauri Rugby Taldea G.II | A.D. Ingenieros Industriales G.III | Bonanova Rugby Club G.I       | Arquitécnicos Granada B G.V |
|                        |                           | Club Polideportivo Bejarano G.VII  | Aragón Rugby Club G.IV        |                             |
|                        |                           | León Rugby Club G.VII              | CAU Valencia Rugby G.IV       |                             |

### XXIIIº Campeonato de España 2ª Categoría (Copa F.E.R)

#### Cuadro Competición
|  | Octavos de final            | Octavos de final       | Octavos de final             |    |    | Cuartos de final       | Cuartos de final       | Cuartos de final       |  |  | Semifinales                  | Semifinales                  | Semifinales                  |  |  | Final              | Final              | Final              |
|  | 25 de marzo de 1979         | 25 de marzo de 1979    | 25 de marzo de 1979          |    |    | 1 y 8 de abril de 1979 | 1 y 8 de abril de 1979 | 1 y 8 de abril de 1979 |  |  | 22 abril y 6 de mayo de 1979 | 22 abril y 6 de mayo de 1979 | 22 abril y 6 de mayo de 1979 |  |  | 13 de mayo de 1979 | 13 de mayo de 1979 | 13 de mayo de 1979 |
|  |                             |                        |                              |    |    |                        |                        |                        |  |  |                              |                              |                              |  |  |                    |                    |                    |
|  |                             |                        |                              |    |    |                        |                        |                        |  |  |                              |                              |                              |  |  |                    |                    |                    |
|  |                             |                        |                              |    |    |                        |                        |                        |  |  |                              |                              |                              |  |  |                    |                    |                    |
|  | Club Deportivo Lourdes      | 21                     |                              |    |    |                        |                        |                        |  |  |                              |                              |                              |  |  |                    |                    |                    |
|  | Club Deportivo Lourdes      | 21                     |                              |    |    |                        |                        |                        |  |  |                              |                              |                              |  |  |                    |                    |                    |
|  | Colegio Mayor Cisneros      | 3                      |                              |    |    |                        |                        |                        |  |  |                              |                              |                              |  |  |                    |                    |                    |
|  | Colegio Mayor Cisneros      | 3                      | Club Deportivo Lourdes       | 3  | 6  |                        |                        |                        |  |  |                              |                              |                              |  |  |                    |                    |                    |
|  |                             |                        |                              |    | 6  |                        |                        |                        |  |  |                              |                              |                              |  |  |                    |                    |                    |
|  |                             | G.E.i.E.G.-Gerona      | 12                           | 9  |    |                        |                        |                        |  |  |                              |                              |                              |  |  |                    |                    |                    |
|  | Hernani Club de Rugby       | G.E.i.E.G.-Gerona      | 12                           | 9  | 0  |                        |                        |                        |  |  |                              |                              |                              |  |  |                    |                    |                    |
|  | Hernani Club de Rugby       |                        |                              |    | 0  |                        |                        |                        |  |  |                              |                              |                              |  |  |                    |                    |                    |
|  | G.E.i.E.G.-Gerona           | 44                     |                              |    |    |                        |                        |                        |  |  |                              |                              |                              |  |  |                    |                    |                    |
|  | G.E.i.E.G.-Gerona           | 44                     | G.E.i.E.G.-Gerona            | 13 | 19 |                        |                        |                        |  |  |                              |                              |                              |  |  |                    |                    |                    |
|  |                             |                        |                              |    | 19 |                        |                        |                        |  |  |                              |                              |                              |  |  |                    |                    |                    |
|  |                             | Club Deportivo Acantos | 20                           | 6  |    |                        |                        |                        |  |  |                              |                              |                              |  |  |                    |                    |                    |
|  | Club Atlético Portuense     | Club Deportivo Acantos | 20                           | 6  | 12 |                        |                        |                        |  |  |                              |                              |                              |  |  |                    |                    |                    |
|  | Club Atlético Portuense     |                        |                              |    | 12 |                        |                        |                        |  |  |                              |                              |                              |  |  |                    |                    |                    |
|  | Club Deportivo Acantos      | 47                     |                              |    |    |                        |                        |                        |  |  |                              |                              |                              |  |  |                    |                    |                    |
|  | Club Deportivo Acantos      | 47                     | Club Deportivo Acantos       | 30 | 4  |                        |                        |                        |  |  |                              |                              |                              |  |  |                    |                    |                    |
|  |                             |                        |                              |    | 4  |                        |                        |                        |  |  |                              |                              |                              |  |  |                    |                    |                    |
|  |                             | Olímpico Rugby Club    | 4                            | 17 |    |                        |                        |                        |  |  |                              |                              |                              |  |  |                    |                    |                    |
|  | AD Ingenieros Industriales  | Olímpico Rugby Club    | 4                            | 17 | 4  |                        |                        |                        |  |  |                              |                              |                              |  |  |                    |                    |                    |
|  | AD Ingenieros Industriales  |                        |                              |    | 4  |                        |                        |                        |  |  |                              |                              |                              |  |  |                    |                    |                    |
|  | Olímpico Rugby Club         | 13                     |                              |    |    |                        |                        |                        |  |  |                              |                              |                              |  |  |                    |                    |                    |
|  | Olímpico Rugby Club         | 13                     | Club Deportivo Acantos       | 21 |    |                        |                        |                        |  |  |                              |                              |                              |  |  |                    |                    |                    |
|  |                             |                        |                              |    |    |                        |                        |                        |  |  |                              |                              |                              |  |  |                    |                    |                    |
|  |                             | Veterinaria Zaragoza   | 7                            |    |    |                        |                        |                        |  |  |                              |                              |                              |  |  |                    |                    |                    |
|  | U.D. Samboyana              | Veterinaria Zaragoza   | 7                            | 25 |    |                        |                        |                        |  |  |                              |                              |                              |  |  |                    |                    |                    |
|  | U.D. Samboyana              |                        |                              |    |    |                        |                        |                        |  |  |                              |                              |                              |  |  |                    |                    |                    |
|  | C.P. Les Abelles            | 13                     |                              |    |    |                        |                        |                        |  |  |                              |                              |                              |  |  |                    |                    |                    |
|  | C.P. Les Abelles            | 13                     | Unión Deportiva Samboyana    | 10 | 3  |                        |                        |                        |  |  |                              |                              |                              |  |  |                    |                    |                    |
|  |                             |                        |                              |    | 3  |                        |                        |                        |  |  |                              |                              |                              |  |  |                    |                    |                    |
|  |                             | Veterinaria Zaragoza   | 8                            | 12 |    |                        |                        |                        |  |  |                              |                              |                              |  |  |                    |                    |                    |
|  | RCD Español de Barcelona    | Veterinaria Zaragoza   | 8                            | 12 | 3  |                        |                        |                        |  |  |                              |                              |                              |  |  |                    |                    |                    |
|  | RCD Español de Barcelona    |                        |                              |    | 3  |                        |                        |                        |  |  |                              |                              |                              |  |  |                    |                    |                    |
|  | Veterinaria Zaragoza        | 14                     |                              |    |    |                        |                        |                        |  |  |                              |                              |                              |  |  |                    |                    |                    |
|  | Veterinaria Zaragoza        | 14                     | Veterinaria Zaragoza         | 15 | 9  |                        |                        |                        |  |  |                              |                              |                              |  |  |                    |                    |                    |
|  |                             |                        |                              |    | 9  |                        |                        |                        |  |  |                              |                              |                              |  |  |                    |                    |                    |
|  |                             | Tatami Rugby Club      | 0                            | 13 |    |                        |                        |                        |  |  |                              |                              |                              |  |  |                    |                    |                    |
|  | C.D. Universitario          | Tatami Rugby Club      | 0                            | 13 | 16 |                        |                        |                        |  |  |                              |                              |                              |  |  |                    |                    |                    |
|  | C.D. Universitario          |                        |                              |    | 16 |                        |                        |                        |  |  |                              |                              |                              |  |  |                    |                    |                    |
|  | Ordiziako Rugby Taldea      | 0                      |                              |    |    |                        |                        |                        |  |  |                              |                              |                              |  |  |                    |                    |                    |
|  | Ordiziako Rugby Taldea      | 0                      | Club Deportivo Universitario | 8  | 15 |                        |                        |                        |  |  |                              |                              |                              |  |  |                    |                    |                    |
|  |                             |                        |                              |    | 15 |                        |                        |                        |  |  |                              |                              |                              |  |  |                    |                    |                    |
|  |                             | Tatami Rugby Club      | 10                           | 26 |    |                        |                        |                        |  |  |                              |                              |                              |  |  |                    |                    |                    |
|  | Tatami Rugby Club           | Tatami Rugby Club      | 10                           | 26 | 44 |                        |                        |                        |  |  |                              |                              |                              |  |  |                    |                    |                    |
|  | Tatami Rugby Club           |                        |                              |    | 44 |                        |                        |                        |  |  |                              |                              |                              |  |  |                    |                    |                    |
|  | Club Deportivo Arquitectura | 4                      |                              |    |    |                        |                        |                        |  |  |                              |                              |                              |  |  |                    |                    |                    |

| Campeón Club Deportivo Acantos |
| 1er título                     |

### XVIº Campeonato de España Juvenil
Con 14 equipos clasificados, dos de ellos estaban exentos en los octavos de final por sorteo y ambos fueron los equipos valencianos. Los equipos madrileños, como venía siendo habitual los últimos años eran los favoritos, aunque en la primera eliminatoria se tuvieron que enfrentar Olímpico y Arquitectura. Fueron los campeones de 1978 los que pasaron, junto a los tres equipos catalanes, el CDU de Valladolid, y el tercer representante madrileño, el Filo.

En cuartos, los valencianos cayeron frente a los madrileños con abultados resultados, 118-3 entre Arquitectura y San Roque y 76-10 entre Filo y CAU-Valencia. Los otros finalistas fueron los catalanes, Samboyana y Bellvitge

Se daba en semifinales un doble enfrentamiento Madrid-Barcelona, con victoria en ambos casos de los equipos de la capital, que demostraron que estaban a un nivel mucho más alto que el resto de federaciones. 

El campeón, Arquitectura, que también había ganado la liga de Madrid se preparaba para revalidar el título, pero los jugadores del Filo realizaron un magnífico partido y se llevaron el campeonato por un claro 17-7, alzándose con su primer trofeo en su aun corta historia.

#### Cuadro Competición
|  | Octavos de final            | Octavos de final         | Octavos de final       |                         |    | Cuartos de final         | Cuartos de final         | Cuartos de final         |  |  | Semifinales            | Semifinales            | Semifinales            |  |  | Final              | Final              | Final              |
|  | 2 y 9 de abril de 1979      | 2 y 9 de abril de 1979   | 2 y 9 de abril de 1979 |                         |    | 16 y 23 de abril de 1979 | 16 y 23 de abril de 1979 | 16 y 23 de abril de 1979 |  |  | 2 y 14 de mayo de 1979 | 2 y 14 de mayo de 1979 | 2 y 14 de mayo de 1979 |  |  | 21 de mayo de 1979 | 21 de mayo de 1979 | 21 de mayo de 1979 |
|  |                             |                          |                        |                         |    |                          |                          |                          |  |  |                        |                        |                        |  |  |                    |                    |                    |
|  |                             |                          |                        |                         |    |                          |                          |                          |  |  |                        |                        |                        |  |  |                    |                    |                    |
|  |                             |                          |                        |                         |    |                          |                          |                          |  |  |                        |                        |                        |  |  |                    |                    |                    |
|  |                             |                          |                        |                         |    |                          |                          |                          |  |  |                        |                        |                        |  |  |                    |                    |                    |
|  |                             |                          |                        |                         |    |                          |                          |                          |  |  |                        |                        |                        |  |  |                    |                    |                    |
|  | CAU Valencia Rugby          |                          |                        |                         |    |                          |                          |                          |  |  |                        |                        |                        |  |  |                    |                    |                    |
|  | CAU Valencia Rugby          | 4                        | 6                      |                         |    |                          |                          |                          |  |  |                        |                        |                        |  |  |                    |                    |                    |
|  | CAU Valencia Rugby          | 4                        | 6                      |                         |    |                          |                          |                          |  |  |                        |                        |                        |  |  |                    |                    |                    |
|  |                             | C.D. Filosofía y Letras  | 30                     | 46                      |    |                          |                          |                          |  |  |                        |                        |                        |  |  |                    |                    |                    |
|  | C.D. Filosofía y Letras     | C.D. Filosofía y Letras  | 30                     | 46                      | 29 | 0                        |                          |                          |  |  |                        |                        |                        |  |  |                    |                    |                    |
|  | C.D. Filosofía y Letras     |                          |                        |                         | 29 | 0                        |                          |                          |  |  |                        |                        |                        |  |  |                    |                    |                    |
|  | Ordiziako Rugby Taldea      | 7                        | 4                      |                         |    |                          |                          |                          |  |  |                        |                        |                        |  |  |                    |                    |                    |
|  | Ordiziako Rugby Taldea      | 7                        | 4                      | C.D. Filosofía y Letras | 50 | 4                        |                          |                          |  |  |                        |                        |                        |  |  |                    |                    |                    |
|  |                             |                          |                        |                         | 50 | 4                        |                          |                          |  |  |                        |                        |                        |  |  |                    |                    |                    |
|  |                             | Unió Esportiva Bellvitge | 0                      | 8                       |    |                          |                          |                          |  |  |                        |                        |                        |  |  |                    |                    |                    |
|  | Sevilla Club de Futbol      | Unió Esportiva Bellvitge | 0                      | 8                       | 3  | 7                        |                          |                          |  |  |                        |                        |                        |  |  |                    |                    |                    |
|  | Sevilla Club de Futbol      |                          |                        |                         | 3  | 7                        |                          |                          |  |  |                        |                        |                        |  |  |                    |                    |                    |
|  | CDU-Valladolid              | 0                        | 14                     |                         |    |                          |                          |                          |  |  |                        |                        |                        |  |  |                    |                    |                    |
|  | CDU-Valladolid              | 0                        | 14                     | CDU-Valladolid          | 13 | 6                        |                          |                          |  |  |                        |                        |                        |  |  |                    |                    |                    |
|  |                             |                          |                        |                         | 13 | 6                        |                          |                          |  |  |                        |                        |                        |  |  |                    |                    |                    |
|  |                             | Unió Esportiva Bellvitge | 4                      | 23                      |    |                          |                          |                          |  |  |                        |                        |                        |  |  |                    |                    |                    |
|  | Gernika Rugby Taldea        | Unió Esportiva Bellvitge | 4                      | 23                      | 3  | 0                        |                          |                          |  |  |                        |                        |                        |  |  |                    |                    |                    |
|  | Gernika Rugby Taldea        |                          |                        |                         | 3  | 0                        |                          |                          |  |  |                        |                        |                        |  |  |                    |                    |                    |
|  | Unió Esportiva Bellvitge    | 4                        | 23                     |                         |    |                          |                          |                          |  |  |                        |                        |                        |  |  |                    |                    |                    |
|  | Unió Esportiva Bellvitge    | 4                        | 23                     | C.D. Filosofía y Letras | 17 |                          |                          |                          |  |  |                        |                        |                        |  |  |                    |                    |                    |
|  |                             |                          |                        |                         | 17 |                          |                          |                          |  |  |                        |                        |                        |  |  |                    |                    |                    |
|  |                             | CD Arquitectura          | 7                      |                         |    |                          |                          |                          |  |  |                        |                        |                        |  |  |                    |                    |                    |
|  | UD Samboyana                | CD Arquitectura          | 7                      | 12                      | 16 |                          |                          |                          |  |  |                        |                        |                        |  |  |                    |                    |                    |
|  | UD Samboyana                |                          |                        |                         | 16 |                          |                          |                          |  |  |                        |                        |                        |  |  |                    |                    |                    |
|  | Col. Corazonistas Vitoria   | 4                        | 19                     |                         |    |                          |                          |                          |  |  |                        |                        |                        |  |  |                    |                    |                    |
|  | Col. Corazonistas Vitoria   | 4                        | 19                     | UD Samboyana            | 28 | 24                       |                          |                          |  |  |                        |                        |                        |  |  |                    |                    |                    |
|  |                             |                          |                        |                         | 28 | 24                       |                          |                          |  |  |                        |                        |                        |  |  |                    |                    |                    |
|  |                             | Club Natación Montjuich  | 0                      | 14                      |    |                          |                          |                          |  |  |                        |                        |                        |  |  |                    |                    |                    |
|  | Club Atlético San Sebastián | Club Natación Montjuich  | 0                      | 14                      | 8  | 4                        |                          |                          |  |  |                        |                        |                        |  |  |                    |                    |                    |
|  | Club Atlético San Sebastián |                          |                        |                         | 8  | 4                        |                          |                          |  |  |                        |                        |                        |  |  |                    |                    |                    |
|  | Club Natación Montjuich     | 8                        | 20                     |                         |    |                          |                          |                          |  |  |                        |                        |                        |  |  |                    |                    |                    |
|  | Club Natación Montjuich     | 8                        | 20                     | UD Samboyana            | 9  | 0                        |                          |                          |  |  |                        |                        |                        |  |  |                    |                    |                    |
|  |                             |                          |                        |                         | 9  | 0                        |                          |                          |  |  |                        |                        |                        |  |  |                    |                    |                    |
|  |                             | CD Arquitectura          | 23                     | 30                      |    |                          |                          |                          |  |  |                        |                        |                        |  |  |                    |                    |                    |
|  | Olímpico Rugby Club         | CD Arquitectura          | 23                     | 30                      | 6  | 10                       |                          |                          |  |  |                        |                        |                        |  |  |                    |                    |                    |
|  | Olímpico Rugby Club         |                          |                        |                         | 6  | 10                       |                          |                          |  |  |                        |                        |                        |  |  |                    |                    |                    |
|  | CD Arquitectura             | 16                       | 18                     |                         |    |                          |                          |                          |  |  |                        |                        |                        |  |  |                    |                    |                    |
|  | CD Arquitectura             | 16                       | 18                     | CD Arquitectura         | 23 | 95                       |                          |                          |  |  |                        |                        |                        |  |  |                    |                    |                    |
|  |                             |                          |                        |                         | 23 | 95                       |                          |                          |  |  |                        |                        |                        |  |  |                    |                    |                    |
|  |                             | Club de Rugby San Roque  | 0                      | 3                       |    |                          |                          |                          |  |  |                        |                        |                        |  |  |                    |                    |                    |
|  | Club de Rugby San Roque     | Club de Rugby San Roque  | 0                      | 3                       |    |                          |                          |                          |  |  |                        |                        |                        |  |  |                    |                    |                    |
|  |                             |                          |                        |                         |    |                          |                          |                          |  |  |                        |                        |                        |  |  |                    |                    |                    |
|  |                             |                          |                        |                         |    |                          |                          |                          |  |  |                        |                        |                        |  |  |                    |                    |                    |

| Campeón C.D. Filosofía y Letras |
| 1er título                      |

### VIº Campeonato de España Cadete

#### Fase de Sectores
| Partidos                    | Partidos                    | Partidos |  |  | Clasificación | Clasificación               |
| --------------------------- | --------------------------- | -------- |  |  | ------------- | --------------------------- |
| Unión Deportiva Samboyana   | Club Atlético San Sebastián | 23-3     |  |  | 1º            | Unión Deportiva Samboyana   |
| Club Atlético San Sebastián | Liceo Sorolla               | 24-8     |  |  | 2º            | Club Atlético San Sebastián |
| Liceo Sorolla               | Unión Deportiva Samboyana   | 10-3     |  |  | 3º            | Liceo Sorolla               |

| Partidos                     | Partidos                     | Partidos |  |  | Clasificación | Clasificación                |
| ---------------------------- | ---------------------------- | -------- |  |  | ------------- | ---------------------------- |
| León Rugby Club              | Gernika Rugby Taldea         | 11-0     |  |  | 1º            | León Rugby Club              |
| Universidad Laboral de Gijón | Gernika Rugby Taldea         | 3-4      |  |  | 2º            | Gernika Rugby Taldea         |
| León Rugby Club              | Universidad Laboral de Gijón | 4-20     |  |  | 3º            | Universidad Laboral de Gijón |

| Partidos                    | Partidos                    | Partidos |  |  | Clasificación | Clasificación               |
| --------------------------- | --------------------------- | -------- |  |  | ------------- | --------------------------- |
| Club Deportivo Arquitectura | Sevilla Club de Futbol      | 48-0     |  |  | 1º            | Club Deportivo Arquitectura |
| Club Deportivo Lourdes      | Club Deportivo Arquitectura | 0-16     |  |  | 2º            | Club Deportivo Lourdes      |
| Sevilla Club de Futbol      | Club Deportivo Lourdes      | 0-20     |  |  | 3º            | Sevilla Club de Futbol      |

| Partidos              | Partidos                      | Partidos |  |  | Clasificación | Clasificación                 |
| --------------------- | ----------------------------- | -------- |  |  | ------------- | ----------------------------- |
| Seminario de Tarazona | Colegio Calasanz de Santander | 46-0     |  |  | 1º            | Seminario de Tarazona         |
|                       |                               |          |  |  | 2º            | Colegio Calasanz de Santander |

#### Fase Final
|  | Semifinales                 | Semifinales                 | Semifinales           |                       |                             | Final                       | Final                     | Final              |  |
|  | 19 de mayo de 1979          | 19 de mayo de 1979          | 19 de mayo de 1979    |                       |                             | 20 de mayo de 1979          | 20 de mayo de 1979        | 20 de mayo de 1979 |  |
|  |                             |                             |                       |                       |                             |                             |                           |                    |  |
|  |                             |                             |                       |                       |                             |                             |                           |                    |  |
|  | Club Deportivo Arquitectura | Club Deportivo Arquitectura | 24                    |                       |                             |                             |                           |                    |  |
|  | Club Deportivo Arquitectura | Club Deportivo Arquitectura | 24                    |                       |                             |                             |                           |                    |  |
|  | León Rugby Club             | León Rugby Club             | 0                     |                       |                             |                             |                           |                    |  |
|  | León Rugby Club             | León Rugby Club             | 0                     |                       | Club Deportivo Arquitectura | Club Deportivo Arquitectura | 10                        |                    |  |
|  |                             |                             |                       |                       | Club Deportivo Arquitectura | Club Deportivo Arquitectura | 10                        |                    |  |
|  |                             |                             | Seminario de Tarazona | Seminario de Tarazona | 6                           |                             |                           |                    |  |
|  | Unión Deportiva Samboyana   | Unión Deportiva Samboyana   | Seminario de Tarazona | Seminario de Tarazona | 6                           | 3                           |                           |                    |  |
|  | Unión Deportiva Samboyana   | Unión Deportiva Samboyana   |                       |                       |                             | 3                           |                           |                    |  |
|  | Seminario de Tarazona       | Seminario de Tarazona       | 9                     |                       |                             | Tercer puesto               | Tercer puesto             | Tercer puesto      |  |
|  | Seminario de Tarazona       | Seminario de Tarazona       | 9                     |                       |                             | Tercer puesto               | Tercer puesto             | Tercer puesto      |  |
|  |                             |                             |                       |                       |                             |                             |                           |                    |  |
|  |                             |                             |                       |                       |                             | León Rugby Club             | León Rugby Club           | 0                  |  |
|  |                             |                             |                       |                       |                             | León Rugby Club             | León Rugby Club           | 0                  |  |
|  |                             |                             |                       |                       |                             | Unión Deportiva Samboyana   | Unión Deportiva Samboyana | 14                 |  |
|  |                             |                             |                       |                       |                             | Unión Deportiva Samboyana   | Unión Deportiva Samboyana | 14                 |  |
|  |                             |                             |                       |                       |                             |                             |                           |                    |  |

| Campeón Club Deportivo Arquitectura |
| 1er título                          |

### Campeonato de España de Selecciones Provinciales

#### Senior
|  | Octavos de final        | Octavos de final        | Octavos de final        |    |  | Cuartos de final        | Cuartos de final        | Cuartos de final        |  |  | Semifinales        | Semifinales        | Semifinales        |  |  | Final               | Final               | Final               |
|  | 26 de noviembre de 1978 | 26 de noviembre de 1978 | 26 de noviembre de 1978 |    |  | 17 de diciembre de 1978 | 17 de diciembre de 1978 | 17 de diciembre de 1978 |  |  | 4 de marzo de 1979 | 4 de marzo de 1979 | 4 de marzo de 1979 |  |  | 30 de abril de 1979 | 30 de abril de 1979 | 30 de abril de 1979 |
|  |                         |                         |                         |    |  |                         |                         |                         |  |  |                    |                    |                    |  |  |                     |                     |                     |
|  |                         |                         |                         |    |  |                         |                         |                         |  |  |                    |                    |                    |  |  |                     |                     |                     |
|  |                         |                         |                         |    |  |                         |                         |                         |  |  |                    |                    |                    |  |  |                     |                     |                     |
|  | Granada                 | 7                       |                         |    |  |                         |                         |                         |  |  |                    |                    |                    |  |  |                     |                     |                     |
|  | Granada                 | 7                       |                         |    |  |                         |                         |                         |  |  |                    |                    |                    |  |  |                     |                     |                     |
|  | Sevilla                 | 22                      |                         |    |  |                         |                         |                         |  |  |                    |                    |                    |  |  |                     |                     |                     |
|  | Sevilla                 | 22                      | Sevilla                 | 9  |  |                         |                         |                         |  |  |                    |                    |                    |  |  |                     |                     |                     |
|  |                         |                         |                         |    |  |                         |                         |                         |  |  |                    |                    |                    |  |  |                     |                     |                     |
|  |                         | Valencia                | 7                       |    |  |                         |                         |                         |  |  |                    |                    |                    |  |  |                     |                     |                     |
|  | Valencia                | Valencia                | 7                       |    |  |                         |                         |                         |  |  |                    |                    |                    |  |  |                     |                     |                     |
|  |                         |                         |                         |    |  |                         |                         |                         |  |  |                    |                    |                    |  |  |                     |                     |                     |
|  |                         |                         |                         |    |  |                         |                         |                         |  |  |                    |                    |                    |  |  |                     |                     |                     |
|  | Sevilla                 | 6                       |                         |    |  |                         |                         |                         |  |  |                    |                    |                    |  |  |                     |                     |                     |
|  | Sevilla                 | 6                       |                         |    |  |                         |                         |                         |  |  |                    |                    |                    |  |  |                     |                     |                     |
|  |                         | Madrid                  | 26                      |    |  |                         |                         |                         |  |  |                    |                    |                    |  |  |                     |                     |                     |
|  | Santander               | Madrid                  | 26                      | 0  |  |                         |                         |                         |  |  |                    |                    |                    |  |  |                     |                     |                     |
|  | Santander               |                         |                         |    |  |                         |                         |                         |  |  |                    |                    |                    |  |  |                     |                     |                     |
|  | Valladolid              | 6                       |                         |    |  |                         |                         |                         |  |  |                    |                    |                    |  |  |                     |                     |                     |
|  | Valladolid              | 6                       | Valladolid              | 6  |  |                         |                         |                         |  |  |                    |                    |                    |  |  |                     |                     |                     |
|  |                         |                         |                         |    |  |                         |                         |                         |  |  |                    |                    |                    |  |  |                     |                     |                     |
|  |                         | Madrid                  | 22                      |    |  |                         |                         |                         |  |  |                    |                    |                    |  |  |                     |                     |                     |
|  | Madrid                  | Madrid                  | 22                      |    |  |                         |                         |                         |  |  |                    |                    |                    |  |  |                     |                     |                     |
|  |                         |                         |                         |    |  |                         |                         |                         |  |  |                    |                    |                    |  |  |                     |                     |                     |
|  |                         |                         |                         |    |  |                         |                         |                         |  |  |                    |                    |                    |  |  |                     |                     |                     |
|  | Madrid                  | 4                       |                         |    |  |                         |                         |                         |  |  |                    |                    |                    |  |  |                     |                     |                     |
|  | Madrid                  | 4                       |                         |    |  |                         |                         |                         |  |  |                    |                    |                    |  |  |                     |                     |                     |
|  |                         | Guipúzcoa               | 14                      |    |  |                         |                         |                         |  |  |                    |                    |                    |  |  |                     |                     |                     |
|  | Asturias                | Guipúzcoa               | 14                      | 12 |  |                         |                         |                         |  |  |                    |                    |                    |  |  |                     |                     |                     |
|  | Asturias                |                         |                         |    |  |                         |                         |                         |  |  |                    |                    |                    |  |  |                     |                     |                     |
|  | León                    | 7                       |                         |    |  |                         |                         |                         |  |  |                    |                    |                    |  |  |                     |                     |                     |
|  | León                    | 7                       | Asturias                | 4  |  |                         |                         |                         |  |  |                    |                    |                    |  |  |                     |                     |                     |
|  |                         |                         |                         |    |  |                         |                         |                         |  |  |                    |                    |                    |  |  |                     |                     |                     |
|  |                         | Guipúzcoa               | 8                       |    |  |                         |                         |                         |  |  |                    |                    |                    |  |  |                     |                     |                     |
|  | Guipúzcoa               | Guipúzcoa               | 8                       |    |  |                         |                         |                         |  |  |                    |                    |                    |  |  |                     |                     |                     |
|  |                         |                         |                         |    |  |                         |                         |                         |  |  |                    |                    |                    |  |  |                     |                     |                     |
|  |                         |                         |                         |    |  |                         |                         |                         |  |  |                    |                    |                    |  |  |                     |                     |                     |
|  | Guipúzcoa               | 48                      |                         |    |  |                         |                         |                         |  |  |                    |                    |                    |  |  |                     |                     |                     |
|  | Guipúzcoa               | 48                      |                         |    |  |                         |                         |                         |  |  |                    |                    |                    |  |  |                     |                     |                     |
|  |                         | Vizcaya                 | 6                       |    |  |                         |                         |                         |  |  |                    |                    |                    |  |  |                     |                     |                     |
|  | Zaragoza                | Vizcaya                 | 6                       | 0  |  |                         |                         |                         |  |  |                    |                    |                    |  |  |                     |                     |                     |
|  | Zaragoza                |                         |                         |    |  |                         |                         |                         |  |  |                    |                    |                    |  |  |                     |                     |                     |
|  | Vizcaya                 | 6                       |                         |    |  |                         |                         |                         |  |  |                    |                    |                    |  |  |                     |                     |                     |
|  | Vizcaya                 | 6                       | Vizcaya                 | 4  |  |                         |                         |                         |  |  |                    |                    |                    |  |  |                     |                     |                     |
|  |                         |                         |                         |    |  |                         |                         |                         |  |  |                    |                    |                    |  |  |                     |                     |                     |
|  |                         | Barcelona               | 0                       |    |  |                         |                         |                         |  |  |                    |                    |                    |  |  |                     |                     |                     |
|  | Barcelona               | Barcelona               | 0                       |    |  |                         |                         |                         |  |  |                    |                    |                    |  |  |                     |                     |                     |
|  |                         |                         |                         |    |  |                         |                         |                         |  |  |                    |                    |                    |  |  |                     |                     |                     |
|  |                         |                         |                         |    |  |                         |                         |                         |  |  |                    |                    |                    |  |  |                     |                     |                     |

| Campeón Guipúzcoa |
| 1er título        |

#### Juvenil
|  | Octavos de final        | Octavos de final        | Octavos de final        |    |  | Cuartos de final        | Cuartos de final        | Cuartos de final        |  |  | Semifinales        | Semifinales        | Semifinales        |  |  | Final               | Final               | Final               |
|  | 26 de noviembre de 1978 | 26 de noviembre de 1978 | 26 de noviembre de 1978 |    |  | 17 de diciembre de 1978 | 17 de diciembre de 1978 | 17 de diciembre de 1978 |  |  | 4 de marzo de 1979 | 4 de marzo de 1979 | 4 de marzo de 1979 |  |  | 30 de abril de 1979 | 30 de abril de 1979 | 30 de abril de 1979 |
|  |                         |                         |                         |    |  |                         |                         |                         |  |  |                    |                    |                    |  |  |                     |                     |                     |
|  |                         |                         |                         |    |  |                         |                         |                         |  |  |                    |                    |                    |  |  |                     |                     |                     |
|  |                         |                         |                         |    |  |                         |                         |                         |  |  |                    |                    |                    |  |  |                     |                     |                     |
|  | Granada                 | 4                       |                         |    |  |                         |                         |                         |  |  |                    |                    |                    |  |  |                     |                     |                     |
|  | Granada                 | 4                       |                         |    |  |                         |                         |                         |  |  |                    |                    |                    |  |  |                     |                     |                     |
|  | Sevilla                 | 14                      |                         |    |  |                         |                         |                         |  |  |                    |                    |                    |  |  |                     |                     |                     |
|  | Sevilla                 | 14                      | Sevilla                 | 12 |  |                         |                         |                         |  |  |                    |                    |                    |  |  |                     |                     |                     |
|  |                         |                         |                         |    |  |                         |                         |                         |  |  |                    |                    |                    |  |  |                     |                     |                     |
|  |                         | Valencia                | 10                      |    |  |                         |                         |                         |  |  |                    |                    |                    |  |  |                     |                     |                     |
|  | Valencia                | Valencia                | 10                      |    |  |                         |                         |                         |  |  |                    |                    |                    |  |  |                     |                     |                     |
|  |                         |                         |                         |    |  |                         |                         |                         |  |  |                    |                    |                    |  |  |                     |                     |                     |
|  |                         |                         |                         |    |  |                         |                         |                         |  |  |                    |                    |                    |  |  |                     |                     |                     |
|  | Sevilla                 | 3                       |                         |    |  |                         |                         |                         |  |  |                    |                    |                    |  |  |                     |                     |                     |
|  | Sevilla                 | 3                       |                         |    |  |                         |                         |                         |  |  |                    |                    |                    |  |  |                     |                     |                     |
|  |                         | Madrid                  | 76                      |    |  |                         |                         |                         |  |  |                    |                    |                    |  |  |                     |                     |                     |
|  | Santander               | Madrid                  | 76                      | 10 |  |                         |                         |                         |  |  |                    |                    |                    |  |  |                     |                     |                     |
|  | Santander               |                         |                         |    |  |                         |                         |                         |  |  |                    |                    |                    |  |  |                     |                     |                     |
|  | Valladolid              | 24                      |                         |    |  |                         |                         |                         |  |  |                    |                    |                    |  |  |                     |                     |                     |
|  | Valladolid              | 24                      | Valladolid              | 3  |  |                         |                         |                         |  |  |                    |                    |                    |  |  |                     |                     |                     |
|  |                         |                         |                         |    |  |                         |                         |                         |  |  |                    |                    |                    |  |  |                     |                     |                     |
|  |                         | Madrid                  | 50                      |    |  |                         |                         |                         |  |  |                    |                    |                    |  |  |                     |                     |                     |
|  | Madrid                  | Madrid                  | 50                      |    |  |                         |                         |                         |  |  |                    |                    |                    |  |  |                     |                     |                     |
|  |                         |                         |                         |    |  |                         |                         |                         |  |  |                    |                    |                    |  |  |                     |                     |                     |
|  |                         |                         |                         |    |  |                         |                         |                         |  |  |                    |                    |                    |  |  |                     |                     |                     |
|  | Madrid                  | 62                      |                         |    |  |                         |                         |                         |  |  |                    |                    |                    |  |  |                     |                     |                     |
|  | Madrid                  | 62                      |                         |    |  |                         |                         |                         |  |  |                    |                    |                    |  |  |                     |                     |                     |
|  |                         | Guipúzcoa               | 4                       |    |  |                         |                         |                         |  |  |                    |                    |                    |  |  |                     |                     |                     |
|  | Asturias                | Guipúzcoa               | 4                       | 9  |  |                         |                         |                         |  |  |                    |                    |                    |  |  |                     |                     |                     |
|  | Asturias                |                         |                         |    |  |                         |                         |                         |  |  |                    |                    |                    |  |  |                     |                     |                     |
|  | León                    | 6                       |                         |    |  |                         |                         |                         |  |  |                    |                    |                    |  |  |                     |                     |                     |
|  | León                    | 6                       | Asturias                | 0  |  |                         |                         |                         |  |  |                    |                    |                    |  |  |                     |                     |                     |
|  |                         |                         |                         |    |  |                         |                         |                         |  |  |                    |                    |                    |  |  |                     |                     |                     |
|  |                         | Guipúzcoa               | 10                      |    |  |                         |                         |                         |  |  |                    |                    |                    |  |  |                     |                     |                     |
|  | Guipúzcoa               | Guipúzcoa               | 10                      |    |  |                         |                         |                         |  |  |                    |                    |                    |  |  |                     |                     |                     |
|  |                         |                         |                         |    |  |                         |                         |                         |  |  |                    |                    |                    |  |  |                     |                     |                     |
|  |                         |                         |                         |    |  |                         |                         |                         |  |  |                    |                    |                    |  |  |                     |                     |                     |
|  | Guipúzcoa               | 31                      |                         |    |  |                         |                         |                         |  |  |                    |                    |                    |  |  |                     |                     |                     |
|  | Guipúzcoa               | 31                      |                         |    |  |                         |                         |                         |  |  |                    |                    |                    |  |  |                     |                     |                     |
|  |                         | Vizcaya                 | 10                      |    |  |                         |                         |                         |  |  |                    |                    |                    |  |  |                     |                     |                     |
|  | Zaragoza                | Vizcaya                 | 10                      | 4  |  |                         |                         |                         |  |  |                    |                    |                    |  |  |                     |                     |                     |
|  | Zaragoza                |                         |                         |    |  |                         |                         |                         |  |  |                    |                    |                    |  |  |                     |                     |                     |
|  | Vizcaya                 | 35                      |                         |    |  |                         |                         |                         |  |  |                    |                    |                    |  |  |                     |                     |                     |
|  | Vizcaya                 | 35                      | Vizcaya                 | 8  |  |                         |                         |                         |  |  |                    |                    |                    |  |  |                     |                     |                     |
|  |                         |                         |                         |    |  |                         |                         |                         |  |  |                    |                    |                    |  |  |                     |                     |                     |
|  |                         | Barcelona               | 4                       |    |  |                         |                         |                         |  |  |                    |                    |                    |  |  |                     |                     |                     |
|  | Barcelona               | Barcelona               | 4                       |    |  |                         |                         |                         |  |  |                    |                    |                    |  |  |                     |                     |                     |
|  |                         |                         |                         |    |  |                         |                         |                         |  |  |                    |                    |                    |  |  |                     |                     |                     |
|  |                         |                         |                         |    |  |                         |                         |                         |  |  |                    |                    |                    |  |  |                     |                     |                     |

| Campeón Madrid |
| 1er título     |

#### Cadete
| Sector Barcelona | Sector Barcelona | Sector Barcelona | Sector Barcelona | Sector Barcelona | Sector León | Sector León | Sector León | Sector León   | Sector León   | Sector Madrid | Sector Madrid | Sector Madrid | Sector Madrid | Sector Madrid |
| Partidos         | Partidos         | Partidos         | Clasificación    | Clasificación    | Partidos    | Partidos    | Partidos    | Clasificación | Clasificación | Partidos      | Partidos      | Partidos      | Clasificación | Clasificación |
| ---------------- | ---------------- | ---------------- | ---------------- | ---------------- | ----------- | ----------- | ----------- | ------------- | ------------- | ------------- | ------------- | ------------- | ------------- | ------------- |
| Valencia         | Barcelona        | 0-72             | 1º               | Barcelona        | Valladolid  | Vizcaya     | 15-0        | 1º            | Valladolid    | Madrid        | Santander     | 46-0          | 1º            | Madrid        |
| Zaragoza         | Guipúzcoa        | 10-4             | 2º               | Zaragoza         | León        | Vizcaya     | 15-0        | 2º            | León          | Madrid        | Sevilla       | 6-0 np        | 2º            | Santander     |
| Zaragoza         | Barcelona        | 3-28             | 3º               | Valencia         | Asturias    | Vizcaya     | 0-16        | 3º            | Vizcaya       | Madrid        | Granada       | 6-0 np        | Desc          | Sevilla       |
| Guipúzcoa        | Valencia         | 4-12             | 4º               | Guipúzcoa        | Valladolid  | Asturias    | 28-0        | 4º            | Asturias      |               |               |               | Desc          | Granada       |
| Barcelona        | Guipúzcoa        | 28-3             |                  |                  | León        | Valladolid  | 3-32        |               |               |               |               |               |               |               |
| Valencia         | Zaragoza         | 10-4             |                  |                  | Asturias    | León        | 0-28        |               |               |               |               |               |               |               |

Fase Final
| Local      | Resultado | Visitante  |
| ---------- | --------- | ---------- |
| Barcelona  | 16-4      | Madrid     |
| Barcelona  | 14-0      | Valladolid |
| Valladolid | 9-0       | Madrid     |

| Campeón Barcelona |
| 1er título        |

## Campeonatos Regionales
Los campeonatos regionales se habían reducido en gran medida por el establecimiento de la nueva estructura de la Liga Nacional con 78 clubes implicados. De todos modos la 2ª División era un conjunto de ligas regionales en las que no se disputaba un campeonato conjunto y casi todos los equipos de un mismo grupo pertenecían a la misma federación. Por ello aquí incluimos cada grupo de 2ª División en su federación correspondiente.

### Federación Catalana de Rugby
Sede: Av. Generalísimo Franco,12. Esplugas de Llobregat (Barcelona)

17 clubes adscritos en 1 división senior, 2 juvenil, 1 cadete

En Liga Nacional: 7 clubes en 1ªD, 8 clubes en 2ªD
| Local \ Visitante       | BAD  | BON   | ESP   | GER   | NAT   | SAM   | UNI   | XVC   |
| ----------------------- | ---- | ----- | ----- | ----- | ----- | ----- | ----- | ----- |
| Casino BADALONA         | —    | 4–4   | 0–6   | 3–27  | 0–6   | 7–20  | 0–33  | 0–25  |
| BONANOVA RC             | 4–24 | —     | 7–20  | 19–28 | 26–13 | 3–10  | 7–22  | 4–5   |
| RCD Español             | 0–4  | 21–13 | —     | 4–4   | 16–6  | 11–28 | 0–10  | 6–0   |
| G.E.i.E.G.-Gerona       | 12–4 | 30–0  | 24–10 | —     | 36–4  | 18–9  | 19–12 | 12–9  |
| C. NATACIÓN Barcelona B | 0–4  | 6–33  | 3–22  | 9–30  | —     | 0–18  | 0–8   | 13–15 |
| U.D. SAMBOYANA B        | 3–0  | 24–4  | 26–4  | 19–9  | 8–0   | —     | 12–23 | 6–0   |
| CD UNIVERSITARIO        | 8–4  | 26–4  | 20–3  | 4–13  | 24–10 | 6–13  | —     | 10–4  |
| XV CATALÁN              | 24–3 | 24–0  | 0–6   | 14–6  | 13–0  | 0–4   | 7–7   | —     |

|     |                              |     |    |   |    |     |     |     |  |  |  |  |  |  |  |  |  |  |
| Pos | Equipo                       | Jug | V  | E | D  | PF  | PC  | Pts |  |  |  |  |  |  |  |  |  |  |
| 1º  | Unión Deportiva Samboyana B  | 14  | 12 | 0 | 2  | 220 | 85  | 38  |  |  |  |  |  |  |  |  |  |  |
| 2º  | G.E.i.E.G.-Gerona            | 14  | 11 | 1 | 2  | 243 | 116 | 37  |  |  |  |  |  |  |  |  |  |  |
| 3º  | Club Deportivo Universitario | 14  | 11 | 1 | 2  | 213 | 96  | 37  |  |  |  |  |  |  |  |  |  |  |
| 4º  | Real Club Deportivo Español  | 14  | 7  | 1 | 6  | 129 | 145 | 29  |  |  |  |  |  |  |  |  |  |  |
| 5º  | XV Catalán                   | 14  | 7  | 1 | 6  | 185 | 83  | 29  |  |  |  |  |  |  |  |  |  |  |
| 6º  | Casino Badalona              | 14  | 3  | 2 | 10 | 53  | 169 | 21  |  |  |  |  |  |  |  |  |  |  |
| 7º  | Club Natación Barcelona B    | 14  | 2  | 0 | 12 | 70  | 199 | 18  |  |  |  |  |  |  |  |  |  |  |
| 8º  | Bonanova Rugby Club          | 14  | 1  | 1 | 12 | 94  | 323 | 17  |  |  |  |  |  |  |  |  |  |  |

| 1º Categoría | 1º Categoría                   | Juvenil A | Juvenil A                    | Juvenil B | Juvenil B                   | Cadetes A | Cadetes A                  | Cadetes | Cadetes                     |
| ------------ | ------------------------------ | --------- | ---------------------------- | --------- | --------------------------- | --------- | -------------------------- | ------- | --------------------------- |
| 1º           | VPC Rugby Andorra              | 1º        | Unión Deportiva Samboyana    | 1º        | Futbol Club Barcelona       | 1º        | Unión Deportiva Samboyana  | 1º      | Club Natación Montjuich     |
| 2º           | Unión Deportiva Samboyana C    | 2º        | Unió Esportiva Bellvitge     | 2º        | Club Natación Barcelona     | 2º        | Unió Esportiva Bellvitge   | 2º      | Barcelona Unión Club (BUC)  |
| 3º           | CRA Cassá                      | 3º        | Club Natación Montjuich      | 3º        | Real Club Deportivo Español | 3º        | Club Natación Pueblo Nuevo | 3º      | G.E.i.E.G.-Gerona           |
| 4º           | Rugby Club Cornellá B          | 4º        | Club Natación Pueblo Nuevo   | 4º        | G.E.i.E.G.-Gerona           | 4º        | CD Universitario           | 4º      | Rugby Club Cornellà         |
| 5º           | Barcelona Unión Club (BUC) B   | 5º        | Barcelona Unión Club (BUC)   | 5º        | Casino Badalona             | 5º        | Escuela Virtelia           | 5º      | Real Club Deportivo Español |
| 6º           | Club Deportivo Universitario B | 6º        | Bonanova Rugby Club          | 6º        | XV Catalán                  | 6º        | La Salle Congreso          | 6º      | Colegio S.P.E.H             |
| 7º           | Reus Deportivo                 | 7º        | Club Deportivo Universitario | 7º        | VPC Rugby Andorra           |           |                            |         |                             |
| 8º           | Club Natación Pueblo Nuevo B   | 8º        | Rugby Club Cornellá B        | 8º        | Bonanova Rugby Club B       |           |                            |         |                             |

### Federaciones del Norte

##### Federación Guipúzcoa
Fundación: 1961

Sede: c/ Prim-28, San Sebastián

12 clubes en 1 división sénior y 1 juvenil

En Liga Nacional: 4 clubes en 1ªD, 3 clubes en 2ªD

##### Federación de Vizcaya
Fundación: 1946 (Refundación 1971)

Sede:José Mª Escuza-16, Bilbao

11 clubes en 1 división sénior y 1 juvenil

En Liga Nacional: 2 clubes en 1ªD, 4 clubes en 2ªD
| Local \ Visitante       | AGU   | BAS | GER   | HER   | ING   | MED  | MON  | ORD   |
| ----------------------- | ----- | --- | ----- | ----- | ----- | ---- | ---- | ----- |
| AGURAIN R.T.            | —     | *   | 0–32  | 0–6   | 0–50  | 0–0  | 6–63 | 0–46  |
| BASAURI R.T.            | *     | —   | *     | *     | *     | *    | *    | *     |
| GERNIKA Rugby Taldea    | 42–0  | *   | —     | 13–24 | 10–8  | 60–0 | 0–0  | 7–4   |
| HERNANI R.C. B          | 55–4  | *   | 10–20 | —     | 0–24  | 85–0 | 14–6 | 36–18 |
| INGENIEROS Bilbao       | 50–0  | *   | 16–0  | 4–6   | —     | 22–0 | 41–6 | 38–0  |
| C. MEDICINA BILBAO      | 14–12 | *   | 4–46  | 0–8   | 0–32  | —    | 0–12 | 0–60  |
| Juventud Dep. MONDRAGÓN | 63–0  |     | 12–8  | 8–12  | 13–11 | 54–7 | —    | 9–25  |
| ORDIZIAKO R.T.          | 56–6  | *   | 16–12 | 0–7   | 4–4   | 26–8 | 12–4 | —     |

|     |                              |                                   |                                   |                                   |                                   |                                   |                                   |                                   |  |  |  |  |  |  |  |  |  |  |
| Pos | Equipo                       | Jug                               | V                                 | E                                 | D                                 | PF                                | PC                                | Pts                               |  |  |  |  |  |  |  |  |  |  |
| 1º  | Hernani Club de Rugby B      | 12                                | 10                                | 0                                 | 2                                 | 263                               | 101                               | 32                                |  |  |  |  |  |  |  |  |  |  |
| 2º  | Ingenieros Bilbao            | 12                                | 8                                 | 1                                 | 3                                 | 300                               | 43                                | 29                                |  |  |  |  |  |  |  |  |  |  |
| 3º  | Ordiziako Rugby Taldea       | 12                                | 7                                 | 1                                 | 4                                 | 271                               | 131                               | 27                                |  |  |  |  |  |  |  |  |  |  |
| 4º  | Gernika Rugby Taldea         | 12                                | 7                                 | 1                                 | 4                                 | 248                               | 94                                | 27                                |  |  |  |  |  |  |  |  |  |  |
| 5º  | Juventud Deportiva Mondragón | 12                                | 6                                 | 1                                 | 5                                 | 250                               | 136                               | 25                                |  |  |  |  |  |  |  |  |  |  |
| 6º  | Club Medicina Bilbao         | 12                                | 1                                 | 1                                 | 10                                | 33                                | 417                               | 15                                |  |  |  |  |  |  |  |  |  |  |
| 7º  | Agurain Rugby Taldea         | 12                                | 0                                 | 1                                 | 11                                | 33                                | 477                               | 12                                |  |  |  |  |  |  |  |  |  |  |
| 8º  | Basauri Rugby Taldea         | Descalificado por incomparecencia | Descalificado por incomparecencia | Descalificado por incomparecencia | Descalificado por incomparecencia | Descalificado por incomparecencia | Descalificado por incomparecencia | Descalificado por incomparecencia |  |  |  |  |  |  |  |  |  |  |

| Guipúzcoa-Navarra | Guipúzcoa-Navarra             | Guipúzcoa Juvenil | Guipúzcoa Juvenil            | Guipúzcoa Cadete | Guipúzcoa Cadete            | Vizcaya-Álava | Vizcaya-Álava        | Vizcaya Juvenil | Vizcaya Juvenil           | Vizcaya Cadete | Vizcaya Cadete       |
| ----------------- | ----------------------------- | ----------------- | ---------------------------- | ---------------- | --------------------------- | ------------- | -------------------- | --------------- | ------------------------- | -------------- | -------------------- |
| 1º                | Club Atlético San Sebastián B | 1º                | Ordiziako Rugby Taldea       | 1º               | Club Atlético San Sebastián | 1º            | Getxo Rugby Taldea B | 1º              | Col. Corazonistas Vitoria | 1º             | Gernika Rugby Taldea |
| 2º                | CR Univ. de Navarra (CRUN)    | 2º                | Club Atlético San Sebastián  | 2º               | Hernani Club de Rugby       | 2º            | Gaztedi Rugby Taldea | 2º              | Gernika Rugby Taldea      | 2º             | Getxo Rugby Taldea   |
| 3º                | Zaharrean Rugby Taldea B      | 3º                | Hernani Club de Rugby        | 3º               | Ordiziako Rugby Taldea      | 3º            | Sariko Rugby Taldea  | 3º              | Getxo Rugby Taldea        | 3º             | Club Medicina Bilbao |
| 4º                | Rugby Club Irún B             | 4º                | CR Uni. de Navarra (CRUN)    | 4º               | Zaharrean Rugby Taldea      | 4º            | Munguía Rugby Taldea | 4º              | Bilbao Rugby Club         | 4º             | Bilbao Rugby Club    |
| 5º                | Batzán Rugby Taldea           | 5º                | Juventud Deportiva Mondragón |                  |                             | 5º            | Ciencias Rugby Club  | 5º              | Munguía Rugby Taldea      |                |                      |
| 6º                | Lagun Zaharrak                | 6º                | Salleko Rugby Taldea         |                  |                             | 6º            | Club Medicina Bilbao | 6º              | Club Medicina Bilbao      |                |                      |
|                   |                               | 7º                | Rugby Club Irún              |                  |                             | 7º            | Arangoiti Rugby Club | 7º              | Arangoiti Rugby Club      |                |                      |

#### Federación Asturiana
Fundación: 1964

Sede: c/ Dindurra-20, Gijón

8 clubs en 1 división sénior y 1 juvenil

En Liga Nacional: 1 club en 1ªD

#### Federación Cántabra
Fundación: 1941 (Ref. 1971)

Sede: c/ San Fernando-48, Santander

4 clubes
 
En Liga Nacional: 1 club en 1ªD

| Interprovincial | Interprovincial            | Asturias | Asturias                 | Asturias Juvenil | Asturias Juvenil         |
| --------------- | -------------------------- | -------- | ------------------------ | ---------------- | ------------------------ |
| 1º              | CAU Oviedo                 | 1º       | CAU Oviedo               | 1º               | Fundación Revillagigedo  |
| 2º              | Fundación Revillagigedo    | 2º       | Fundación Revillagigedo  | 2º               | Universidad Laboral      |
| 3º              | Cantabria Rugby Club       | 3º       | Económicas Club de Rugby | 3º               | CAU Oviedo               |
| 4º              | Económicas Club de Rugby   |          |                          | 4º               | Castrillón Club de Rugby |
| 5º              | Independiente Rugby Club B |          |                          | 5º               | Jovellanos Club de Rugby |
|                 |                            |          |                          | 6º               | Quintes Club de Rugby    |

### Federación Castellana de Rugby

#### Federación de Madrid
Sede: c/ Covarrubias-17, Madrid

18 clubes adscritos en 2 divisiones senior, 1 juvenil, 1 cadete

En Liga Nacional: 6 clubes en 1ªD, 8 clubes en 2ªD

| Local \ Visitante      | ACA   | ARQ   | CIS   | CAU   | IND   | LIC   | OLI   | PIL   |
| ---------------------- | ----- | ----- | ----- | ----- | ----- | ----- | ----- | ----- |
| CD ACANTOS             | —     | 7–18  | 20–7  | 24–4  | 59–7  | 34–0  | 8–14  | 38–7  |
| CD ARQUITECTURA B      | 17–12 | —     | 20–20 | 4–10  | 0–6   | 0–20  | 16–25 | 22–16 |
| C. M. CISNEROS B       | 0–26  | 13–10 | —     | 9–8   | 8–0   | 15–0  | 6–4   | 32–8  |
| CAU Madrid R.C. B      | 12–26 | 4–10  | 8–9   | —     | 14–15 | 18–12 | 7–12  | 4–8   |
| A.D. Ing. INDUSTRIALES | 12–56 | 14–3  | 12–28 | 4–12  | —     | 4–32  | 3–21  | 14–6  |
| LICEO FRANCÉS          | 10–13 | 8–27  | 22–12 | 10–23 | 24–21 | —     | 17–14 | 0–28  |
| OLÍMPICO R.C.          | 11–21 | 16–6  | 16–14 | 9–0   | 44–8  | 24–3  | —     | 26–0  |
| Sta. Mª del PILAR      | 3–21  | 12–14 | 16–14 | 12–8  | 18–0  | 16–44 | 13–24 | —     |

|     |                              |     |    |   |    |     |     |     |  |  |  |  |  |  |  |  |  |  |
| Pos | Equipo                       | Jug | V  | E | D  | PF  | PC  | Pts |  |  |  |  |  |  |  |  |  |  |
| 1º  | Club Deportivo Acantos       | 14  | 11 | 0 | 3  | 375 | 122 | 36  |  |  |  |  |  |  |  |  |  |  |
| 2º  | Olímpico Rugby Club          | 14  | 11 | 0 | 3  | 260 | 118 | 36  |  |  |  |  |  |  |  |  |  |  |
| 3º  | Colegio Mayor Cisneros B     | 14  | 8  | 1 | 5  | 173 | 154 | 30  |  |  |  |  |  |  |  |  |  |  |
| 4º  | CD Arquitectura B            | 14  | 6  | 1 | 7  | 169 | 177 | 27  |  |  |  |  |  |  |  |  |  |  |
| 5º  | Liceo Francés                | 14  | 6  | 0 | 8  | 202 | 249 | 26  |  |  |  |  |  |  |  |  |  |  |
| 6º  | Santa María del Pilar        | 14  | 5  | 0 | 9  | 163 | 271 | 24  |  |  |  |  |  |  |  |  |  |  |
| 7º  | CAU Madrid Rugby Club B      | 14  | 4  | 0 | 10 | 133 | 164 | 22  |  |  |  |  |  |  |  |  |  |  |
| 8º  | A.D. Ingenieros Industriales | 14  | 4  | 0 | 10 | 120 | 325 | 22  |  |  |  |  |  |  |  |  |  |  |

| 1ª División | 1ª División                  | 2ª División | 2ª División                      | Juvenil | Juvenil                     | Cadetes | Cadetes                     |
| ----------- | ---------------------------- | ----------- | -------------------------------- | ------- | --------------------------- | ------- | --------------------------- |
| 1º          | Canoe Natación Club B        | 1º          | Club Juventud Karmen B           | 1º      | Club Deportivo Arquitectura | 1º      | Club Deportivo Arquitectura |
| 2º          | CEU-San Pablo                | 2º          | Colegio Mayor Antonio de Nebrija | 2º      | C.D. Filosofía y Letras     | 2º      | Olímpico Rugby Club         |
| 3º          | Teca Rugby Club B            | 3º          | Club Deportivo Arquitectura D    | 3º      | Olímpico Rugby Club         | 3º      | Club Atlético Uros (CAU)    |
| 4º          | C.D. Filosofía y Letras      | 4º          | Canoe Natación Club C            | 4º      | Santa María del Pilar       | 4º      | Teca Rugby Club             |
| 5º          | Olímpico Rugby Club B        | 5º          | CEU-San Pablo B                  | 5º      | Club Atlético Uros (CAU)    | 5º      | Santa María del Pilar       |
| 6º          | Club Atlético Uros (CAU) C   | 6º          | Olímpico Rugby Club C            | 6º      | Liceo Francés               | 6º      | Liceo Francés               |
| 7º          | AD Ingenieros Industriales B | 7º          | Club Atlético Uros (CAU) D       | 7º      | Club Juventud Karmen        | 7º      | Liceo Sorolla (Olímpico B)  |
| 8º          | Borys RC (CAU E)             | 8º          | Teca Rugby Club C                | 8º      | CEU-San Pablo               | 8º      | CEU-San Pablo               |
|             |                              |             |                                  | 9º      | Teca Rugby Club             | 9º      | Club Deportivo Corazonistas |
|             |                              |             |                                  | 10º     | Liceo Francés               | 10º     | Club Deportivo Athos        |
|             |                              |             |                                  | 11º     | AD Ingenieros Industriales  | 11º     | AD Ingenieros Industriales  |
|             |                              |             |                                  | 12º     | Colegio Mayor Cisneros      | 12º     | Canoe Natación Club         |
|             |                              |             |                                  | 13º     | Club Deportivo Corazonistas | 13º     | C.D. Filosofía y Letras     |

#### Federación Provincial de Valladolid
Sede: c/ Dos de Mayo-4, Valladolid

12 clubs adscritos en 1 división juvenil, 1 cadete y torneos infantiles y  alevines

En Liga Nacional: 2 clubes en 1ªD y 6 clubes en 2ªD

#### Federación Provincial de León
Sede: Av. de la Facultad-3, León

7 clubs en 1 división cadete

En Liga Nacional: 3 clubes en 2ªD

| Local \ Visitante         | AGR   | APA   | BEJ  | CDU   | LOU   | SAL  | SGP  | VET  | LRC    |
| ------------------------- | ----- | ----- | ---- | ----- | ----- | ---- | ---- | ---- | ------ |
| CD Ing. AGRÍCOLAS de León | —     | 0–63  | 24–4 | 3–10  | 0–46  | 0–32 | 4–30 | 10–7 | *      |
| CD APAREJADORES Burgos    | 38–10 | —     | 44–0 | 12–0  | 4–38  | 7–8  | 17–0 | 15–0 | *      |
| C.P. BEJARANO             | 0–4   | 6–76  | —    | 3–10  | 0–90  | 3–52 | 0–80 | 3–13 | (24-0) |
| CDU-Valladolid B          | 0–4   | 4–10  | 41–0 | —     | 0–17  | 3–30 | 9–0  | 6–7  | *      |
| CD LOURDES                | 94–0  | 46–4  | 91–4 | 37–0  | —     | 7–0  | 50–0 | 20–4 | *      |
| El SALVADOR               | 28–0  | 22–0  | 64–0 | 20–6  | 10–18 | —    | 4–0  | 16–4 | *      |
| Sargento PEPPER'S         | 25–3  | 14–10 | 43–0 | 11–16 | 14–34 | 6–3  | —    | 14–0 | *      |
| CD VETERINARIA de León    | 15–4  | 0–20  | 12–0 | Susp. | 6–20  | 6–21 | 4–0  | —    | *      |
| LEÓN Rugby Club           | *     | *     | *    | *     | *     | *    | *    | *    | —      |

|     |                             |                                   |                                   |                                   |                                   |                                   |                                   |                                   |  |  |  |  |  |  |  |  |  |  |
| Pos | Equipo                      | Jug                               | V                                 | E                                 | D                                 | PF                                | PC                                | Pts                               |  |  |  |  |  |  |  |  |  |  |
| 1º  | Club Deportivo Lourdes      | 14                                | 14                                | 0                                 | 0                                 | 608                               | 36                                | 42                                |  |  |  |  |  |  |  |  |  |  |
| 2º  | El Salvador                 | 14                                | 11                                | 0                                 | 3                                 | 350                               | 60                                | 36                                |  |  |  |  |  |  |  |  |  |  |
| 3º  | CD Aparejadores Burgos      | 14                                | 9                                 | 0                                 | 5                                 | 320                               | 148                               | 32                                |  |  |  |  |  |  |  |  |  |  |
| 4º  | Sargento Pepper's Salamanca | 14                                | 7                                 | 0                                 | 7                                 | 227                               | 154                               | 28                                |  |  |  |  |  |  |  |  |  |  |
| 5º  | CD Veterinaria de León      | 13                                | 5                                 | 0                                 | 8                                 | 78                                | 149                               | 23                                |  |  |  |  |  |  |  |  |  |  |
| 6º  | CDU-Valladolid B            | 13                                | 5                                 | 0                                 | 8                                 | 105                               | 154                               | 23                                |  |  |  |  |  |  |  |  |  |  |
| 7º  | CD Ing. Agrícolas de León   | 14                                | 4                                 | 0                                 | 10                                | 102                               | 392                               | 22                                |  |  |  |  |  |  |  |  |  |  |
| 8º  | Club Polideportivo Bejarano | 14                                | 0                                 | 0                                 | 14                                | 23                                | 680                               | 14                                |  |  |  |  |  |  |  |  |  |  |
| 9º  | León Rugby Club             | Descalificado por incomparecencia | Descalificado por incomparecencia | Descalificado por incomparecencia | Descalificado por incomparecencia | Descalificado por incomparecencia | Descalificado por incomparecencia | Descalificado por incomparecencia |  |  |  |  |  |  |  |  |  |  |

| Juvenil | Juvenil             | Cadete | Cadete                      |
| ------- | ------------------- | ------ | --------------------------- |
| 1º      | CDU-Valladolid      | 1º     | Colegio Lourdes             |
| 2º      | Colegio El Salvador | 2º     | Colegio El Salvador         |
| 3º      | Club Rugby San José | 3º     | Club Rugby San José         |
| 4º      | Colegio Lourdes     | 4º     | Colegio Onésimo Redondo     |
|         |                     | 5º     | Ins. Politécnico Cristo Rey |

### Federaciones Levante

#### Federación Valenciana
Fundación: 1931

Sede: c/ Lauría-18, Valencia

12 clubs en 1 división sénior, 1 juvenil, 1 cadete

En Liga Nacional: 1 club en 1ªD y 6 clubes en 2ªD

#### Federación Aragonesa
Fundación: 1957

Sede: c/ Alfonso I -16, Zaragoza

9 clubs en 1 campeonato senior 

En Liga Nacional: 2 clubes en 2ªD

| Local \ Visitante        | ABE   | ARA  | CAU   | SRO   | TAB  | TAT   | VET  | XEV   |
| ------------------------ | ----- | ---- | ----- | ----- | ---- | ----- | ---- | ----- |
| C.P. LES ABELLES         | —     | 28–3 | 52–3  | 10–9  | 88–9 | 12–13 | 4–4  | 21–3  |
| ARAGÓN Rugby Club        | 6–21  | —    | 50–0  | 0–17  | 4–0  | 0–10  | 0–24 | 8–13  |
| CAU Valencia Rugby       | 10–34 | 6–10 | —     | 0–58  | 0–18 | 0–56  | 4–62 | 4–17  |
| C.R. SAN ROQUE           | 24–6  | 38–4 | 70–9  | —     | 12–6 | 12–18 | 9–32 | 13–6  |
| Tabernes de Valldigna RC | 19–21 | 6–0  | 21–15 | 20–15 | —    | 12–9  | 9–13 | 4–17  |
| TATAMI R.C.              | 16–6  | 24–3 | 38–0  | 0–4   | 16–8 | —     | 6–6  | 14–11 |
| C.D. VETERINARIA         | 17–0  | 17–0 | 64–10 | 26–4  | 36–8 | 0–0   | —    | 22–3  |
| XÈ-15                    | 6–26  | 16–3 | 34–0  | 17–26 | 18–7 | 13–12 | 9–0  | —     |

|     |                           |     |    |   |    |     |     |     |  |  |  |  |  |  |  |  |  |  |
| Pos | Equipo                    | Jug | V  | E | D  | PF  | PC  | Pts |  |  |  |  |  |  |  |  |  |  |
| 1º  | C.D. Veterinaria Zaragoza | 14  | 10 | 3 | 1  | 323 | 66  | 37  |  |  |  |  |  |  |  |  |  |  |
| 2º  | Tatami Rugby Club         | 14  | 9  | 2 | 3  | 232 | 87  | 34  |  |  |  |  |  |  |  |  |  |  |
| 3º  | C.P. Les Abelles          | 14  | 9  | 1 | 4  | 339 | 142 | 33  |  |  |  |  |  |  |  |  |  |  |
| 4º  | Club de Rugby San Roque   | 14  | 9  | 0 | 5  | 275 | 154 | 32  |  |  |  |  |  |  |  |  |  |  |
| 5º  | Xè-15 Valencia            | 14  | 7  | 0 | 7  | 262 | 158 | 28  |  |  |  |  |  |  |  |  |  |  |
| 6º  | Tabernes de Valldigna RC  | 14  | 6  | 0 | 8  | 171 | 258 | 26  |  |  |  |  |  |  |  |  |  |  |
| 7º  | Aragón Rugby Club         | 14  | 3  | 0 | 11 | 91  | 214 | 20  |  |  |  |  |  |  |  |  |  |  |
| 8º  | CAU Valencia              | 14  | 0  | 0 | 14 | 61  | 594 | 14  |  |  |  |  |  |  |  |  |  |  |

| Valencia Senior | Valencia Senior       | Valenciana Juvenil | Valenciana Juvenil       | Valenciana Cadete | Valenciana Cadete       | Aragonesa | Aragonesa                        |
| --------------- | --------------------- | ------------------ | ------------------------ | ----------------- | ----------------------- | --------- | -------------------------------- |
| 1º              | Cullera Rugby Club    | 1º                 | CAU Rugby Valencia       | 1º                | Sorolla Rugby Club      | 1º        | Aragón Rugby Club                |
| 2º              | Valencia Rugby Club B | 2º                 | Club de Rugby San Roque  | 2º                | Club de Rugby San Roque | 2º        | CD Universitario-Veterinaria     |
| 3º              | Moncada Rugby Club    | 3º                 | Tabernes de Valldigna RC | 3º                | Valencia Rugby Club     | 3º        | Armas Club de Rugby              |
| 4º              | Tatami Rugby Club B   | 4º                 | Valencia Rugby Club      | 4º                | CAU Rugby Valencia      | 4º        | Club Deportivo Ciencias Zaragoza |
| 5º              | C.P. Les Abelles B    | 5º                 | C.P. Les Abelles         | 5º                | La Salle Rugby Club     |           |                                  |
|                 |                       | 6º                 | A.R.A. 23                | 6º                | Tatami Rugby Club       |           |                                  |
|                 |                       | 7º                 | Tatami Rugby Club        |                   |                         |           |                                  |

### Federación Andaluza de Rugby

###### Delegación de Sevilla
Fundación: 1951

Sede: c/ Abades-11, Sevilla

12 clubes adscritos 1 división senior, 1 juvenil

En Liga Nacional: 1 club en 1ªD, 6 clubes en 2ªD

###### Delegación de Granada
Fundación: 1974

Sede: Av. de Madrid-5, Granada

4 clubes sin competición provincial

En Liga Nacional: 3 clubes en 1ªD y 2 clubes en 2ªD

| Local \ Visitante       | AQT | COR   | EMP   | MEG   | MES   | POR  |
| ----------------------- | --- | ----- | ----- | ----- | ----- | ---- |
| ARQUITÉCNICOS Granada B | —   | *     | *     | *     | *     | *    |
| Universitario CÓRDOBA   | *   | —     | 9–12  | 13–12 | 4–6   | 16–0 |
| EMPRESARIALES Sevilla   | *   | 0–16  | —     | 14–7  | 7–13  | 8–0  |
| MEDICINA Granada        | *   | 21–18 | 18–13 | —     | 14–10 | 8–21 |
| MEDICINA Sevilla        | *   | 3–28  | 10–0  | 12–10 | —     | 0–7  |
| C.A. PORTUENSE          | *   | 52–0  | 38–9  | 8–4   | 34–0  | —    |

|     |                            |                            |                            |                            |                            |                            |                            |                            |  |  |  |  |  |  |  |  |  |  |
| Pos | Equipo                     | Jug                        | V                          | E                          | D                          | PF                         | PC                         | Pts                        |  |  |  |  |  |  |  |  |  |  |
| 1º  | Club Atlético Portuense    | 8                          | 6                          | 0                          | 2                          | 160                        | 45                         | 20                         |  |  |  |  |  |  |  |  |  |  |
| 2º  | Universitario de Córdoba   | 8                          | 4                          | 0                          | 4                          | 104                        | 106                        | 16                         |  |  |  |  |  |  |  |  |  |  |
| 3º  | C.R. Medicina Sevilla      | 8                          | 4                          | 0                          | 4                          | 54                         | 104                        | 16                         |  |  |  |  |  |  |  |  |  |  |
| 4º  | C.R. Empresariales Sevilla | 8                          | 3                          | 0                          | 5                          | 63                         | 111                        | 14                         |  |  |  |  |  |  |  |  |  |  |
| 5º  | CD Medicina de Granada     | 8                          | 3                          | 0                          | 5                          | 94                         | 109                        | 14                         |  |  |  |  |  |  |  |  |  |  |
| 6º  | Arquitécnicos Granada B    | Retirado de la competición | Retirado de la competición | Retirado de la competición | Retirado de la competición | Retirado de la competición | Retirado de la competición | Retirado de la competición |  |  |  |  |  |  |  |  |  |  |

| Senior | Senior                          | Juvenil | Juvenil                        | Cadete | Cadete                         |
| ------ | ------------------------------- | ------- | ------------------------------ | ------ | ------------------------------ |
| 1º     | Club Amigos del Rugby B         | 1º      | Sevilla Club de Fútbol         | 1º     | Sevilla Club de Fútbol         |
| 2º     | Universidad Laboral de Sevilla  | 2º      | Universidad Laboral de Sevilla | 2º     | Club de Rugby Divina Pastora   |
| 3º     | Ingenieros Industriales Sevilla | 3º      | Club Rugby-78 Sevilla          | 3º     | Universidad Laboral de Sevilla |
| 4º     | C.R. Medicina Sevilla B         | 4º      | Club Amigos del Rugby          | 4º     | Club Amigos del Rugby          |
|        |                                 | 5º      | Club de Rugby Ciencias         |        |                                |

## Competiciones internacionales

### Trofeo Europeo F.I.R.A. (Senior 1ª División)
Tras dos años de éxito consiguiendo la tercera posición del campeonato, en 1979 a la selección española le salió todo mal. Se perdió el primer partido en contra Polonia en Sant Boi por 7-16 y se volvió a perder en la visita a Treviso con Italia. Sin embargo el mayor desastre fue la terrible derrota contra Francia por 92-0 en Olorón que mandaba al combinado español casi seguramente al descenso. En Madrid no se pudo tampoco ganar a Rumania y la única esperanza era poder ganar a la URSS por más de cien puntos. También se perdió en Moscú y España para 1980 estaría en segunda división.

#### Resultados
| Ciudad   | Fecha      | Local           | Resultado | Visitante       |
| -------- | ---------- | --------------- | --------- | --------------- |
| Toulouse | 11-11-1978 | Francia B       | 26-9      | Unión Soviética |
| Milán    | 15-11-1978 | Italia          | 18-3      | Polonia         |
| Treviso  | 19-11-1978 | Italia          | 9-11      | Unión Soviética |
| Varsovia | 19-11-1978 | Polonia         | 9-30      | Rumania         |
| Sant Boi | 26-11-1978 | España          | 7-16      | Polonia         |
| Condom   | 11-11-1978 | Francia B       | 26-12     | Polonia         |
| Bucarest | 3-12-1978  | Rumania         | 6-9       | Francia B       |
| Treviso  | 17-12-1978 | Italia          | 35-3      | España          |
| Milán    | 18-02-1979 | Italia          | 9-15      | Francia B       |
| Olorón   | 4-03-1979  | Francia B       | 92-0      | España          |
| Bucarest | 24-4-1979  | Rumania         | 44-0      | Italia          |
| Madrid   | 29-04-1979 | España          | 6-22      | Rumania         |
| Tilsit   | 6-05-1979  | Unión Soviética | 9-15      | Rumania         |
| Varsovia | 13-05-1979 | Polonia         | 7-19      | Unión Soviética |
| Moscú    | 20-05-1979 | Unión Soviética | 15-9      | España          |

#### Clasificación
| Lugar | Selección       | Partidos | Partidos | Partidos  | Partidos | Puntos  | Puntos    | Puntos | Tabla de puntos |
| Lugar | Selección       | Jugados  | Ganados  | Empatados | Perdidos | A favor | En contra | dif.   | Tabla de puntos |
| ----- | --------------- | -------- | -------- | --------- | -------- | ------- | --------- | ------ | --------------- |
| 1     | Francia         | 5        | 5        | 0         | 0        | 171     | 34        | +137   | 15              |
| 2     | Rumania         | 5        | 4        | 0         | 1        | 117     | 33        | +84    | 13              |
| 3     | Unión Soviética | 5        | 3        | 0         | 2        | 63      | 62        | +1     | 11              |
| 4     | Italia          | 5        | 2        | 0         | 3        | 71      | 76        | -5     | 9               |
| 5     | Polonia         | 5        | 1        | 0         | 4        | 47      | 100       | -53    | 7               |
| 6     | España          | 5        | 0        | 0         | 5        | 25      | 180       | -155   | 5               |

| Bandera de Francia |
| Campeón Francia    |
| 16º título         |

### VIII Juegos Mediterráneos Split 1979
En los Juegos Mediterráneos de 1979 en el evento de rugby los resultados de la delegación española fueron los siguientes:

Fase Previa
| Grupo   | Fecha      |            | Resultado |            |
| ------- | ---------- | ---------- | --------- | ---------- |
| Grupo A | 16-09-1979 | España     | 8-16      | Marruecos  |
| Grupo B | 16-09-1979 | Yugoslavia | 23-3      | Túnez      |
| Grupo A | 18-09-1979 | Italia     | 16-9      | España     |
| Grupo B | 18-09-1979 | Francia    | 110-0     | Túnez      |
| Grupo A | 20-09-1979 | Italia     | 10-7      | Marruecos  |
| Grupo B | 20-09-1979 | Francia    | 80-0      | Yugoslavia |

Finales
| Finales | Fecha      |           | Resultado |            |
| ------- | ---------- | --------- | --------- | ---------- |
| 5º y 6º | 22-09-1979 | España    | 62-0      | Túnez      |
| 3º y 4º | 22-09-1979 | Marruecos | 22-7      | Yugoslavia |
| 1º y 2º | 22-09-1979 | Francia   | 38-12     | Italia     |

| Puesto            | Selección        |
| ----------------- | ---------------- |
| Medalla de oro    | Francia (FRA)    |
| Medalla de plata  | Italia (ITA)     |
| Medalla de bronce | Marruecos (MAR)  |
| 4º                | Yugoslavia (YUG) |
| 5º                | España (ESP)     |
| 6º                | Túnez (TUN)      |